# Heer
El Heer era el component de les forces terrestres de les forces armades del III Reich alemany (la Wehrmacht) entre 1935 i 1945, sent successor del Reichswehr. Durant la Segona Guerra Mundial, uns quinze milions de soldats van servir a l'exèrcit alemany, dels quals uns set milions van ser baixes. Separat del Heer, les Waffen-SS (SS Armades) eren una força militar plurinacional del Tercer Reich. De tres regiments inicials a 38 divisions durant la II Guerra Mundial, serví al costat del Heer però sense formar-ne part de manera formal.
Només disset mesos després que Hitler anunciés públicament el programa de rearmament, el Heer assolí el seu objectiu projectat de 36 divisions. Durant la tardor de 1937, es formaren dos cossos més. El 1938 es formaren quatre cossos més amb l'afegit de cinc divisions de l'exèrcit austrïac després del Anschluß del març. Durant el període de la seva expansió, el Heer continuà desenvolupant conceptes esbossats durant la Primera Guerra Mundial, combinant les accions del Heer amb les de la Luftwaffe en equips combinats. Gràcies a mètodes operatius i tàctics com els encerclaments i les batalles d'anihilació, els militars alemanys assoliren ràpides victòries durant els dos primers anys de la Segona Guerra Mundial, fent habitual l'ús del terme Blitzkrieg ((Guerra Llampec) per les tècniques emprades.
El Heer entrà a la guerra amb la major part de les seves formacions d'infanteria movent-se a cavall: mentre que la infanteria va mantenir els soldats a peu durant tota la guerra, l'artilleria era moguda principalment a cavall. Les formacions motoritzades van rebre gran atenció a la premsa mundial durant els primers anys de la guerra, i van ser citats com el motiu principal de l'èxit de les invasions alemanyes de Polònia (setembre de 1939), Noruega i Dinamarca (abril de 1940), Bèlgica, França i els Països Baixos (maig de 1940), Iugoslàvia (abril de 1941) i les primeres etapes a la Unió Soviètica (juny de 1941). Malgrat tot, les formacions cuirassades només constituïen el 20% de la capacitat del Heer en el seu moment culminant.

## Història

### Els preparatius per a la guerra

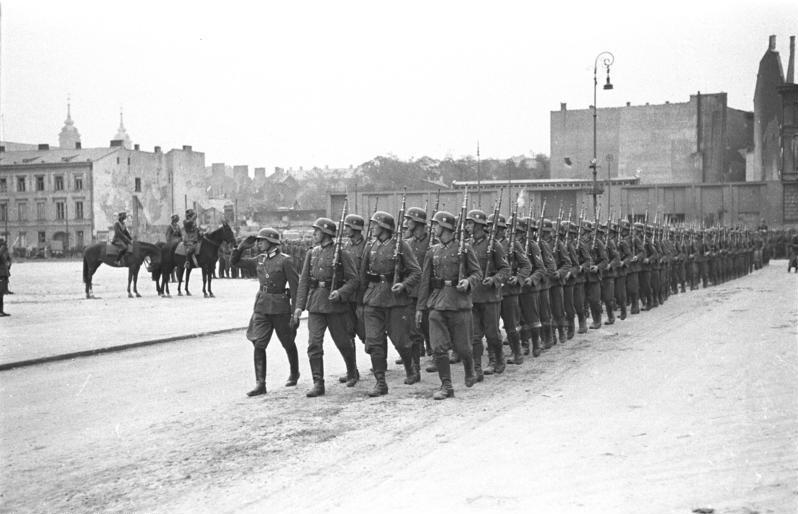
Soldats alemanys en parada

Segons el Tractat de Versalles, el Reichswehr estava limitat a 100.000 homes voluntaris; a més de nombroses limitacions tècniques i armamentístiques; però des del primer moment aquest va ser concebut com el nucli des d'on hauria de formar-se un exèrcit molt més gran, alhora que es burlaven les estipulacions del Tractat en esperit, encara que complint escrupolosament la lletra. Així, quan els nazis pujaren al poder es trobaren amb unes forces armades formades per homes amb una gran capacitat militar, capaços de pensar per si mateixos i prendre la iniciativa en lloc d'esperar cegament les ordres.
Al març de 1935, un cop Hitler consolidà el seu poder amb el consentiment tàcit de l'exèrcit, proclamà la renúncia alemanya a les condicions del Tractat de Versalles, creà la Luftwaffe i reimplantà el servei militar obligatori amb la finalitat que l'exèrcit passés a disposar de 36 divisions, tot i que els mateixos militars no preveien una expansió militar més que de 21 divisions. Aquell mateix any es crearen les 3 primeres divisions panzer. Al maig de 1936, davant les febles reaccions internacionals a la guerra italiana contra Abissínia, Hitler ordenà la remilitarització de Renània (tot i que amb l'ordre de retirada si França decidia intervenir). Davant la passivitat francesa, Hitler proclamà que la seva visió estratègica havia donat una victòria miraculosa a Alemanya malgrat els dubtes dels seus generals, començant a guanyar-se la seva admiració, que mai no arribaria a perdre totalment. Cap al final de l'any 1937 Hitler anuncià que Alemanya havia d'expandir-se cap Àustria i Txecoslovàquia, i davant els dubtes i protestes dels comandants, substituí el comandant en cap de la Wehrmacht, general von Blomberg, així com el del Heer, baró von Fritsch; i aprofità l'ocasió per estructurar la cadena de comandament al seu gust, posant-se ell mateix al capdavant de l'Oberkommando der Wehrmacht, nomenant cap de l'estat major al general Wilhelm Keitel i nomenant cap d'operacions el general Alfred Jodl.
A inicis de la primavera de 1938 Hitler cregué possible una prompta annexió d'Àustria, envaint el país sense trobar oposició el 12 de març, incorporant-lo al Reich Alemany. El següent objectiu era Txecoslovàquia, envoltada d'alemanys per 3 costats, però amb un exèrcit capaç i defenses fixos als Sudets, de població majoritàriament alemanya: el primer moviment va ser exigir que la regió tornés a Alemanya, aconseguint-ho mitjançant l'Acord de Múnic de setembre de 1938; i quan al març de 1939 els eslovacs es convenceren que els calia un estat independent, Alemanya es quedà amb el qual quedava de Txecoslovàquia, la qual cosa els donà l'accés a algunes de les fàbriques d'armament més productives i millor equipades d'Europa, a més de poder confiscar tancs suficients per a crear 3 divisions panzer més. La possibilitat d'una guerra a Àustria i Txecoslovàquia amoïnava enormement el Heer i, el general Ludwig Beck, cap de l'estat major, tractà d'instigar a l'exèrcit perquè s'oposés als ambiciosos plans de Hitler; però va ser obligat a retirar-se, sent substituït pel general Franz Halder qui, si bé mancava de la intel·ligència de Beck, era un general més pràctic capaç de convertir les idees de Hitler en mecanismes reals d'actuació militar.

### La invasió de Polònia
Després de sorprendre el món signant un tractat de no-agressió amb la Unió Soviètica, Alemanya envaí Polònia l'1 de setembre de 1939. La força d'invasió, consistent en 1.512.000 homes, va organitzar-se en dos grups d'exèrcits, totalitzant 53 divisions (37 d'infanteria, 4 motoritzades, 3 de muntanya, 3 lleugeres i sis Panzer). Atacaren en 3 fronts: el Grup d'Exèrcits Nord del Generaloberst Fedor von Bock, amb els exèrcits 3r i 4t, atacà des del nord-est d'Alemanya i la Prússia Oriental. El Grup d'Exèrcits Süd del Generaloberst Gerd von Rundstedt, amb els exèrcits 8è, 10è i 14è, avançaren des del sud-est d'Alemanya i el nord d'Eslovàquia. L'exèrcit polonès, amb 1.100.000 homes, es desplegaren massa a prop de la frontera d'Alemanya, sent ràpidament flanquejats quan el 17 de setembre l'Exèrcit Roig els envaí des de la rereguarda. Amenaçats per 4 fronts, els polonesos es rendiren el 27 de setembre i les hostilitats cessaren el 6 d'octubre.
En aquells moments era l'exèrcit europeu amb major capacitat ofensiva, car disposava de 6 divisions panzer, 4 divisions lleugeres (que es demostraren ineficaces i servirien de base per a noves unitats panzer) i 4 divisions motoritzades; amb la qual cosa disposaven d'una gran mobilitat des del punt de vista tàctic, encara que pel transport dels homes, equipament, menjar i artilleria havien de ser traslladats a cavall. Polònia va caure en només un mes, tot i que Hitler també es trobà en guerra amb Gran Bretanya i França.
La Polònia ocupada passà a quedar sota control militar: els districtes de Ciechanòw i Suwalki van ser incorporats al Wehrkreis I al setembre de 1939; Bialystok a l'agost de 1941; Danzig i el nord-oest de Polònia com el Wehrkreis XX i la Polònia Occidental com el Wehrkreis XXI al setembre de 1939; i el sud-est de Polònia com a Govern General al setembre de 1942.

### Dinamarca i Noruega
Tement que les forces franceses i britàniques poguessin atacar Alemanya des de Noruega i Dinamarca, Hitler decidí envair aquests estats neutrals en un atac preventiu anomenat "Operació Weserübung", comandat pel General der Infanterie Nikolaus von Falkenhorst.
El 9 d'abril de 1940, el Höheres Kommando z.b.V XXXI (XXXI Cos Especial), amb les divisions d'infanteria 170a i 198a, l'11a brigada motoritzada i el 40è batalló panzer especial atacaren Dinamarca. L'exèrcit danès, inexpert i amb només 6.600 homes, va veure's obligat a rendir-se després d'una limitada resistència de 4 hores.
El mateix dia, el 21. Korps, amb la 3a Alpina, la 69a i la 163a d'infanteria, desembarcaren a Noruega, després reforçades amb la 2a Alpina, la 181a, la 196a i la 214a d'infanteria i el 40è batalló panzer especial, totalitzant uns 100.000 homes, per fer front a 6 divisions noruegues (amb només 25.000 dels seus 90.000 homes mobilitzats), rebutjaren una Força Expedicionària Aliada equivalent a dues divisions d'infanteria, i forçaren l'evacuació aliada i la rendició de Noruega el 9 de juny de 1940.

### Els Països Baixos
Per a l'Operació Groc, l'ofensiva occidental, el Heer disposava de 2.750.000 en 91 divisions, dividides en 3 grups d'exèrcits: el "A", del generaloberst von Rundstedt, amb els Exèrcits 4., 12. i 16., incloent el Panzergruppe von Kleist, avançaria a través de Bèlgica i cap a França; el "B" del generaloberst von Bock, amb els Exèrcits 6. i 18., atacaria a través dels Països Baixos i Bèligica; i el "C", del generaloberst Wilhmelm Ritter von Leeb, amb els Exèrcits 1. i 7., clavaria les forces franceses a la Línia Maginot. Aquestes forces totalitzaven 75 divisions d'infanteria (incloent la 22a Divisió Aerotransportada, una divisió paracaigudista de la Luftwaffe, 4 divisions motoritzades, una de muntanya, una de cavalleria i deu divisions Panzer, amb 42 divisions de reserva.

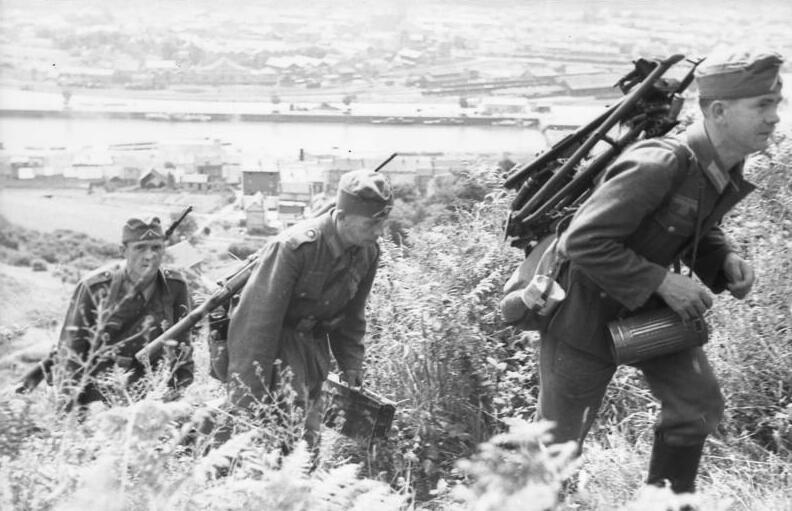
Soldats alemanys en marxa

L'ofensiva s'inicià el 10 de maig de 1940, amb comandos i agents de l'Abwehr ja actius als Països Baixos i a Bèlgica. El 18. Armee, amb 9 divisions i tropes paracaigudistes i aerotransportades, atacaren els neutrals Països Baixos, passant pel damunt l'inexpert exèrcit neerlandès. Malgrat comptar només amb 250.000 homes en 10 divisions d'infanteria pobrament entrenades, els holandesos mostraren un inesperat esperit defensiu, però es rendiren el 15 de maig després del bombardeig de Rotterdam.
Luxemburg va caure el 10 de maig davant el 16. Armee, oferint una resistència simbòlica per part dels 82 homes de la Companyia de Voluntaris. El mateix dia el Grup d'Exèrcits A, reforçat pel 6. Armee del Grup d'Exèrcits B, començà el seu avanç a través de Bèlgica, també neutral, encapçalats per un atac aerotransportat sobre Fort Eben-Emael. L'exèrcit belga, de 600.000 homes, organitzats en 18 divisions d'nfanteria, dos de muntanya i dos de cavalleria, amb el suport francès i britànic, inicialment resistiren fortament. La seva moral declinà a mida que es retiraven davant l'avanç alemany, encapçalat de l'atac per sorpresa pel flanc del Panzergruppe von Kleist a través del suposadament impenetrable bosc de les Ardenes. El 28 de maig l'exèrcit belga es rendí.

### La batalla de França
El 16 de maig el Grups d'Exèrcits "A" i "B" començaren a penetrar a França. S'enfrontaven a l'exèrcit francès, format per 4.320.000 homes, organitzats el 3 grups d'exèrcits, amb 8 exèrcits formats per trenta-vuit divisions d'infanteria, una fortalesa, nou motoritzades, tres mecanitzades lleugeres, quatre de cavalleria lleugera i tres cuirassades, amb un total de 87 divisions, reforçades per nou divisions britàniques, 1 txecoslovaca i quatre poloneses.

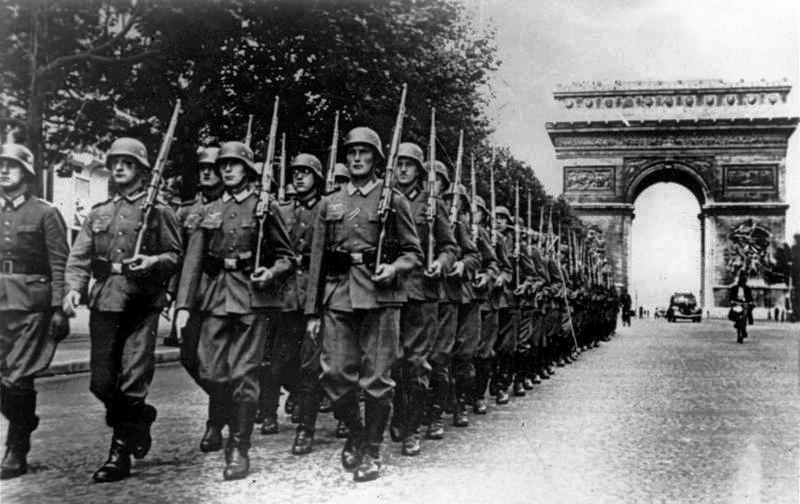
Tropes alemanyes desfilant per l'avinguda dels Camps Elisis de París

Una força composta per nou divisions panzer, format el Panzergruppe von Kleist, el 15. Panzerkorps i el Panzergruppe Guderian, juntament amb el regiment motoritzat Großdeutschland, travessaren el 1r grup d'exèrcits francès al Districte de Sedan, arribant a la costa del Canal el 22 de maig. Tement que la unitat, que estava formada per pràcticament la totalitat de les unitats cuirassades alemanyes, hagués superat el límit logístic i quedés sense infanteria de suport, von Rundstedt ordenà aturar-se el 23 de maig, permetent que els Aliats poguessin evacuar 338.226 soldats britànics, francesos i belgues de Dunkerque entre el 27 de maig i el 4 de juny.
El 5 de juny començà l'operació Vermell. El grup d'exèrcits B avançà per la costa atlàntica, aturant-se davant Bordeus el 22 de juny, mentre que el A avançava cap a França central i el C travessava la Línia Maginot. L'Exèrcit Francès signà un armistici el 25 de juny. Els districtes belgues d'Eupen i Malmédy van ser annexionats i s'afegiren al Wehrkreis VI; Luxemburg i Lorena al Wehrkreis XII, i Alsàcia al Wehrkreis V. El nord, est i oest França van ser ocupats, mentre que el sud i el centre de França quedaren un estat nominalment independent sota el mariscal Philippe Pétain.

### La campanya del nord d'Àfrica

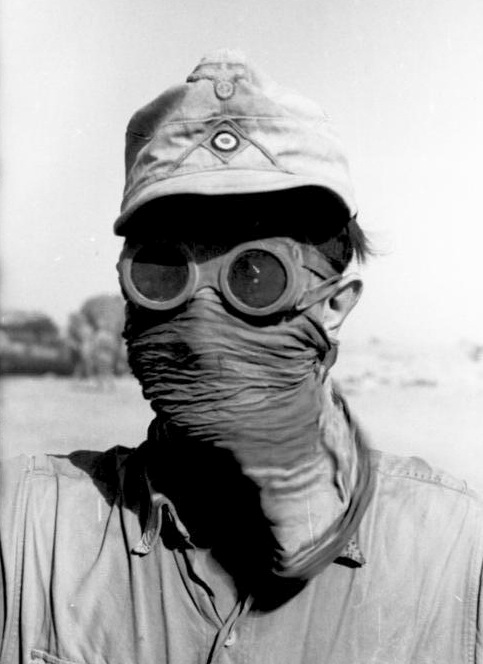
Soldat de l'Afrika Korps, protegint-se de les tempestes de sorra del desert

El 13 de setembre de 1940 el 10è Exèrcit italià avançà des de la Cirenaica cap a Egipte, sent rebutjats per la primera ofensiva de la guarnició imperial britànica. Hitler decidí enviar una petita força expedicionària, l'Afrika Korps, per bloquejar l'avanç aliat i evitar un col·lapse italià a Líbia.
Envalentit pel seus èxits inicials, el comandant alemany, Generalleutnant Erwin Rommel, somiant ocupar tot Egipte i avançant cap l'Orient Mitjà, enllaçant amb les tropes victorioses alemanyes que avançaven des del sud de Rússia fins a Pèrsia i Iraq, fins amenaçar l'Índia britànica. Però els Aliats reforçaren les seves tropes, fent fins i tot irrealitzable el primer objectiu. A més, Rommel va quedar sempre a mercè de la mancança de combustible, subministraments i reforços, molts dels quals havien d'arribar per mar des de Nàpols fins a Trípoli a través de la Mediterrània occidental, patrullada per la Royal Navy.

#### Construcció de l'Afrika Korps
El contingent que desembarcà a Trípoli el 14 de febrer de 1941 era la 5. Leichte Division. Comptava amb el Panzerregiment 5, amb 120 tancs en comptes dels 44 habituals d'un batalló, el 3r Batalló de Reconeixement, el 39è batalló antitanc, el I/75 batalló d'artilleria (en comptes d'un regiment) i les unitats de suport divisionari, però sense enginyers ni transmissions. A aquesta força s'afegiren el 2n i el 8è batallons de metralladores, la 606 companyia antiaèria amb canons de 88mm, i el 606 batalló antitanc, formant una divisió forta en tancs i canons antitanc, però feble en infanteria. A l'agost de 1941 esdevingué la 21. Panzerdivision, amb el Panzerregiment 5, el 104 regiment de fusellers motoritzat, el 155 regiment d'artilleria, el 15 regiment de motocicletes de reconeixement i les unitats de divisió. El 19 de febrer de 1941 constituí la primera unitat del Deutsches Afrikakorps, a les ordres de Rommel, tot i que oficialment subordinat a l'Alt Comandament de les Forces Armades Italianes al Nord d'Àfrica.
L'1 de setembre de 1941 l'Afrika Korps (format per les divisions panzer 15a i 21, la 90a i la 164a Lleugeres esdevingueren el Panzergruppe Afrika; el 30 de gener de 1942 l'Exèrcit Cuirassat Afrika, l'1 d'octubre de 1942 l'Exèrcit Cuirassat Germanoitalià i el 22 de febrer de 1943 el 1r Exèrcit italià, a les ordres del general italià Giovanni Mese. El 14 de novembre de 1942 el Quarter General Nehring, que el 19 de novembre s'anomenà LXXX Korps i, el 8 de desembre, 5è Exèrcit Cuirassat, format per les operacions a Tunísia amb tres divisions alemanyes. Combinat amb el 1r Exèrcit italià formà el Grup d'Exèrcits Àfrica el 22 de febrer de 1943.

#### Primera ofensiva de Rommel
El 23 de març de 1941 Rommel llançà la seva primera ofensiva amb la 5a mòbil i tres divisions italianes, amenaçant El Aghelia i avançant cap a Cirenaica, abans d'aturar-se el 27 de maig al Pas de Halfaya, ja a Egipte.
El 30 d'abril la 15. Panzerdivision arribà amb el Panzerregiment 8, la 15a brigada motoritzada, el 33 batalló de camp, el 33 d'artilleria i unitats de suport, a més del 15è de reconeixement amb motocicletes i el 2n de metralladores. L'abril del 1942 el 15 de motocicletes i el 104 de fusellers motoritzats havien marxat; i el 115 de fusellers motoritzats i el 2n batalló de MG havien format el 115 Regiment Mecanitzat, unint-se al 200 regiment d'infanteria lleugera (després motoritzada).
A l'agost de 1941 s'assignà a Rommel la Divisió Especial Àfrica. Formada el 26 de juny de 1941 a partir del 361 Regiment Reforçat amb antics legionaris estrangers, i el 155 Regiment Motoritzat de Fusellers (ambdós convertits en infanteria lleugera a l'abril de 1942 i en mecanitzada al juliol següent), la divisió passà a anomenar-se 90a Divisió Lleugera Africa el 26 de novembre, afegint-li la 580a Companyia de Reconeixement mixt, el 361 batalló d'artilleria, el 900 batalló d'enginyers i la 109 Companyia de Transmissions. L'abril del 1942 passà a anomenar-se 90a Divisió Lleugera. El 26 de juliol va ser anomenada 90a Divisió Africa, en afegir-se-li el 200 regiment mecanitzat, el 190 regiment d'artilleria, el 190 batalló panzer, el 90 batalló cuirassat de reconeixement, el 190 batallo antiaeri i unitats de suport divisionari.

#### Segona ofensiva de Rommel
El 18 de novembre de 1941, el Vuitè Exèrcit britànic inicià l'operació Croat cap a Cirenaica, forçant a Rommel a recular cap a Tripolitània. S'aturà a El Agheila el 31 de desembre. Des d'allà, el 21 de gener de 1942, Rommel llançà la seva segona ofensiva, penetrant 400km a Egipte abans d'aturar-se a El Alamein.
El juliol del 1942, l'impacient Rommel rebé reforços quan es va dissoldre la Divisió Fortalesa Creta es reformà el 15 d'agost com una unitat mecanitzada, la 164a Divisió Lleugera Àfrica, amb els regiments mecanitzats 125, 382 i 433; el regiment d'artilleria 220, el 164 batalló de reconeixement cuirassat (al 1943, 220 motoritzat), i unitats divisionàries de suport.

#### La retirada final per Líbia

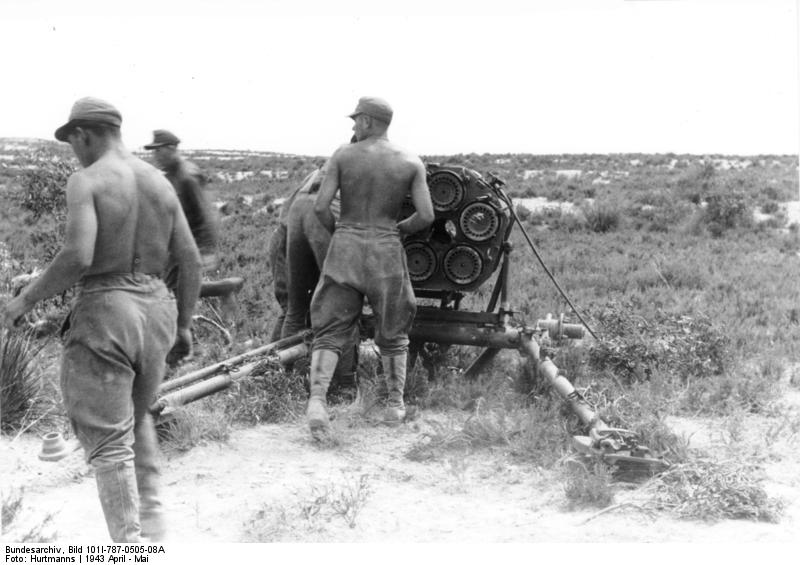
Soldats alemanys amb un Nebelwerfer.

El 23 d'octubre de 1942 un total de 230.000 soldats Aliats avançaren des d'El Alamein obligant als 100.000 homes de Rommel (quatre divisions alemanyes i deu d'italianes). L'exèrcit cuirassat germanoitalià es retirà per Líbia, aturant-se a la Línia Mareth, 160km dins de Tunísia, el 15 de febrer de 1943. El 19 de febrer Rommel derrotà les forces americanes al Pas de Kasserine, abans de lliurar el comandament al generaloberst Hans-Jürgen von Arnim i tornar a Alemanya.

#### El final a Tunísia
El 8 de novembre de 1942 una força expedicionària anglo-americana desembarcà a Marroc i Algèria. Avançaren 80km a Tunísia quan, a finals de novembre la 10. Panzerdivision arribà a Tunis com a part del LXXXX Korps (després el 5è Exèrcit Cuirassat. Aquesta unitat tenia el 7è regiment Panzer, la 10a Brigada Mecanitzada (regiments mecanitzats 69 i 86), el 10è batalló cuirassat de reconeixement, el 90 regiment cuirassat d'artilleria, el 302 batalló antiaeri i unitats divisionàries cuirassades de suport). A finals de desembre de 1942 se'ls uní la 334a divisió d'infanteria (formada el 25 de novembre pels regiments de granaders 754 i 775, el regiment de muntanya 756, el regiment d'artilleria 334 i les unitats divisionàries de suport). A finals de març de 1943, arribà la 999a Divisió Àfrica.
El 5è Exèrcit Cuirassat també comptava amb la 21. Panzerdivision, traspassada del Afrika Korps, la divisió Manteuffel, dos divisions antiaèries de la Luftwaffe i d'altres unitats italianes i alemanyes. Escapà del cap de pont al novembre de 1942, al febrer de 1943 havia aconseguit formar una línia defensiva al voltant de Tunis de 64km; però el 20 de març, el 8è Exèrcit britànic superà la Línia Mareth, i el 12 de maig de 1943 von Arnim es rendí a Tunis.

### Els Balcans
El 28 d'octubre de 1940 Mussolini envaí Grècia; però a causa dels contraatacs grecs, de l'ocupació britànica de Creta (que amenaçava els camps petroliers romanesos, vitals per la màquina de guerra alemanya), l'arribada de la Força Aliada W a Grècia, formada per 53.000 homes el 7 de març de 1941 i un cop pro-Aliats a Iugoslàvia el 27 de març forçaren a Hitler a activar l'operació Marita per evitar que els Balcans caiguessin en mans aliades.

#### La invasió de Iugoslàvia
Les forces alemanyes estaven formades pel 2. Armee (Generaloberst von Weichs, amb quatre cossos (LI, LII, XXXXVI Panzer i XXXXIX de Muntanya); i gran part del 12. Armee (Generalfeldmarschall List), amb cinc cossos (XVIII de Muntanya, XXXX Panzer, amb el XI Panzer, XIV Panzer i XXXXI Motoritzat del 1r Grup Panzer del generaloberst von Kleist). Aquestes forces totalitzaven fins a 24 divisions (8 d'infanteria, 7 panzer, 8 de muntanya, 2 motoritzades, 1 d'infanteria lleugera i 2 motoritzades SS), reforçades amb unitats italianes i hongareses.
La invasió començà el 6 d'abril de 1941. El 2. Armee arribà a Zagreb el dia 10, a Belgrad el 12, a Sarajevo el 16 i a Dubrovnik el 17. Els Panzerkorps XI i XIV capturaren Nis el 8 d'abril i Belgrad el 12, trobant-se amb el XXXXI Cos Motoritzat que avançava des de Romania. El XXXX Panzekorps i elements del XVIII Korps ocuparen Macedònia, ocupant Strumica el 6 d'abril, Skopje el 7 o Monastir el 9, abans de pivotar cap a Grècia.
Les 30 divisions iugoslaves van ser ràpidament derrotades per la blitzkrieg alemanya. Al nord algunes unitats eslovenes i croates rebutjaren lluitar, però les divisions sèrbies del sud contraatacaren penetrant a Albània. El 17 d'abril l'alt comandament iugoslau es rendí, però moltes tropes s'uniren a les guerrilles txètniks o als partisans comunistes.

#### La invasió de Grècia

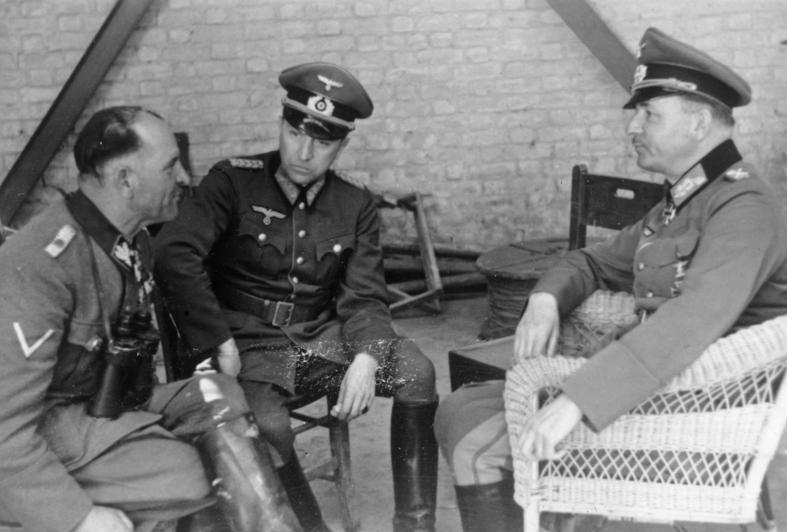
El SS-ObergruppenführerSepp Dietrich, el Generalmajor von Greiffenberg i el Generalfeldmarschall List.

L'exèrcit grec disposava de 21 divisions dividides en 2 exèrcits (1r Epirus i 2n, a la Macedònia oriental), a més de les tropes de la Força W.
El 6 d'abril el XXX Korps avançà contra Grècia a través de la Tràcia occidental contra el 2n Exèrcit grec, capturant Xanthi el 9 d'abril. Pel 4 de maig els alemanys ja havien capturat les illes de l'Egeu. El 9 d'abril el XVIII Cos de Muntanya superà la Línia Metaxàs a Macedònia, avançant per la Grècia oriental fins a arribar a Larisa el 19 d'abril. El XXXX Panzerkorps avançà per la Grècia occidental, capturant Kozani el 14 d'abril i Ioannina el 20, forçant al 1r Exèrcit grec, superat pels flancs, a rendir-se el 23 d'abril; per llançar-se a la persecució de la Força W, capturant Làmia (ciutat) el 20 d'abril, les Termòpiles el 24 i Atenes el 27. El 30 d'abril el Peloponès estava assegurat i la Força W va ser evacuada a Creta.
La invasió alemanya de Creta (operació Merkur) s'inicià el 20 de maig de 1941, quan la 7a Divisió Flieger de la Luftwaffe saltà en paracaigudes sobre l'illa i, des del 22 de maig la 5a Divisió de Muntanya i el 141è Regiment de Muntanya de la 6a Divisió de Muntanya arribaren en planadors. Els 41.500 defensors Aliats lluitaren de manera tenaç, però l'1 de juny els alemanys asseguraren l'illa.

### El Front Oriental
Els èxits del Heer durant els dos primers anys de lluita es basaen en un ús innovador i àltament eficaç dels seus limitats recursos naturals. No obstant, un cop la Wehrmacht envaí la Unió Soviètica i, en particular en el curs de l'hivern 1941-42, la realitat del front es transformà profundament: tot i que el Reich produí cada cop més un nombre major de màquines de guerra, la immensa majoria de les tropes al front van viure i lluitar en unes condicions d'extrem primitivisme.

#### Campanya del Bàltic del Grup d'Exèrcits Nord
A les 4:15 del diumenge 22 de juny de 1941, el Grup d'Exèrcits Nord (Heeresgruppe Nord), anteriorment el "Grup d'Exèrcits C", a les ordres del Generalfeldmarschall Wilhelm Ritter von Leeb, travessà el riu Niemen i començà un avanç de 850 km cap a Leningrad amb la seva força d'atac principal, el 4t Grup Panzer (generaloberst Erich von Hoepner), amb 8 divisions (3 panzer, 2 motoritzades, 3 d'infanteria i 1 motoritzada Waffen-SS). El 26 de juny, després d'avançar 300km arribà al riu Dvinà Occidental i el 4 de juliol arribà a Ostrov, mentre que el 18. Armee (10 divisions d'infanteria) avançà per la costa del Bàltic capturant Riga l'1 de juliol. El 16. Armee (9 divisions d'infanteria) protegí el flanc oriental del grup panzer, completant l'ocupació de Letònia i Lituània. El 10 de juliol el 4. Panzergruppe, ja a Pskov, a la riba del riu Velíkaia, tornà a l'ofensiva, mentre que el 18. Armee netejava Estònia, però la resistència estoniana en terreny pantanós alentí el progrés del grup panzer i el 14 de juliol Hitler ordenà un alto de 3 setmanes al riu Luga, per tal d'esperar l'infanteria, a només 96km de Leningrad.
L'avanç es reprengué el 8 d'agost i l'1 de setembre el 4. Panzergruppe capturà Schlüsselburg, al llac Ladoga, mentre que el 18. Armee, amb l'ajut de guerrilles estonianes, completaren l'ocupació d'Estònia, capturant Narva el 14 de juliol i Tallinn el 27, abans d'avançar cap als afores occidentals de Leningrad. Al sud, el 16. Armee capturà Novgorod el 24 d'agost abans d'arribar al llac Ladoga. El 4 de setembre l'exèrcit finès s'aturà a la frontera soviètico-finesa de 1939, al nord de Leningrad, i es negà a avançar més per tal de no provocar els soviètics.

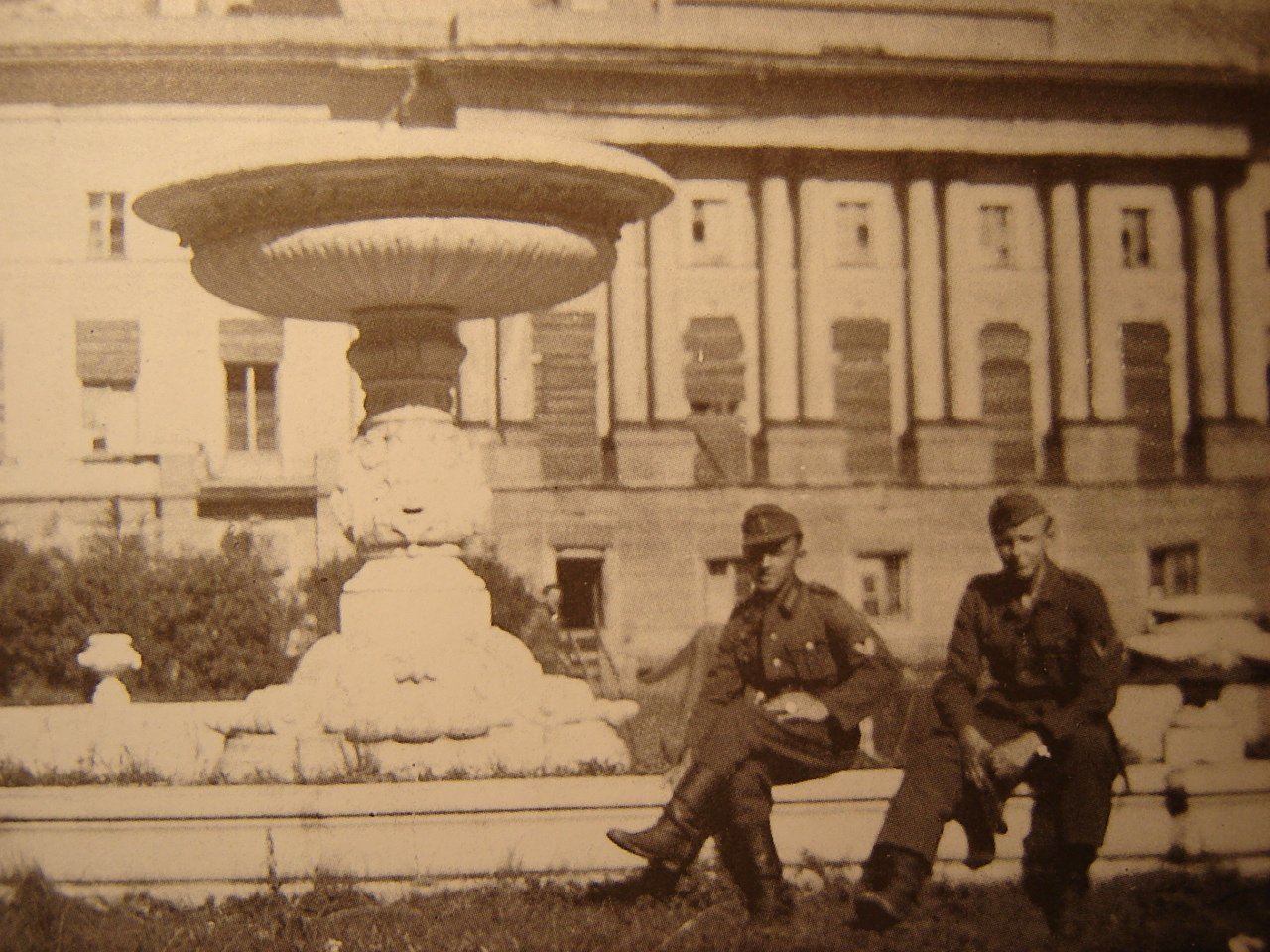
Soldats alemanys a Puixkin.

#### El Grup d'Exèrcits Nord al Nord-oest de Rússia
El 9 de setembre el 4. Panzergruppe atacà Leningrad, ara tancat als soviètics llevat de a través del llac Ladoga, però el 17 de setembre Hitler el transferí al Grup d'Exèrcits Centre per l'atac sobre Moscou. Leningrad estava assetjat pels exèrcits 16 i 18, sent bombardejada amb artilleria pesada, una decisió fatal que comportà que la ciutat no es conquerís i que evità més progressos del Grup d'Exèrcits Nord. El setge èpic de Leningrad durà gairebé 900 dies, sent finalment aixecat per l'Exèrcit Roig el 27 de gener de 1944.
El 8 de novembre de 1941 el XXXXIX Panzerkorps, transferit del 3r Panzergruppe, capturà Tikhvin mentre que intentava arribar fins a les forces fineses al riu Svir, però el 5 de desembre l'Exèrcit Roig llançà la seva ofensiva d'hivern, obligant tot el grup d'exèrcits a recular 64 km fins al riu Voljov, on al gener de 1942 es preparà per una guerra de trinxeres. Hitler reemplaçà a von Leeb pel generaloberst Georg von Küchler. L'abril del 1942 el 16. Armee havia reculat fins al riu Lovat, amb contingents mantenint bosses a Kholm entre gener i maig de 1942, i Demiansk entre febrer i juny de 1942. finalment, al gener de 1943, Velikiye Luki va caure en mans dels soviètics.

#### El front de l'Àrtida
El 19 de juny de 1941 l'exèrcit alemany de Noruega, sota el comandament de l'OKW, avançà per la Finlàndia septentrional cap a la Carèlia soviètica amb 3 divisions d'infanteria i 3 més de muntanya (una Waffen-SS), però van ser incapaços de capturar el vital port de Murkansk. El desembre del 1941 iniciaren una guerra estàtica i, al juny de 1942, passaren a anomenar-se 20è Exèrcit de Muntanya, comandat pel generaloberst Eduard Dietl. Més al sud, l'exèrcit finès del mariscal Gustav Mannerheim ocupà l'antiga Carèlia finesa fins al riu Svir.

#### El Grup d'Exèrcits Centre a Belarús

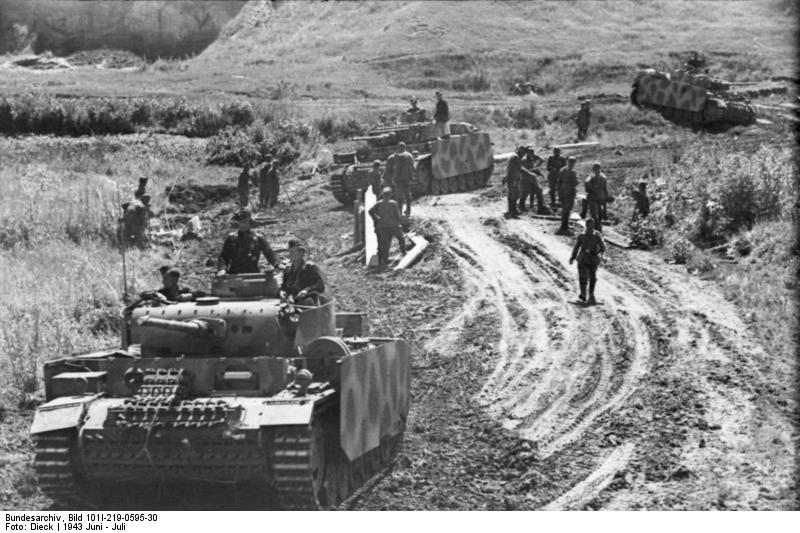
Columna de tancs alemanys avançant a Rússia

El Grup d'Exèrcits Centre (Heeresgruppe Mitte), anteriorment el "Grup d'Exèrcits B", comandat pel generalfeldmarschall Fedor von Bock, era la força més poderosa. El 3. Panzergruppe (generaloberst Hermann Hoth), amb set divisions (4 panzer i 3 motoritzades) havia d'avançar cap al nord, mentre que les 9 divisions (5 panzer, 2 motoritzades, 1 motoritzada Waffen-SS i 1 de cavalleria) del 2. Panzergruppe (generaloberst Heinz Guderian) avançava cap al sud, atrapant el gruix de l'Exèrcit Roig en una sèrie de bosses que eren esclafades per les divisions d'infanteria 19 i 12. El grup va ser reforçat per tropes del Heeresgruppe Nord mentre que avançava cap a Moscou, a 960km del punt d'inici.
L'avanç inicial va ser lent a causa d'una resistència soviètica inesperadament forta, però el 27 de juny els grups panzer havien avançat 320km i havien tancat la bossa de Minsk, deixant que els exèrcits d'infanteria, més lents, tanquessin les bosses Brest-Litovsk i de Bialistok el 28 de juny. Els grups panzer llavors avançaren per la avançaren per la Rússia occidental i el 18 de juliol atraparen forces soviètiques a Smolensk, a 320km de Moscou. Von Bock volia atacar la capital immediatament, però Hitler, ansiós per assegurar la captura de Kiev, envià el 2. Panzergruppe de Guderian i el 2. Armee, que tot just arribava de Iugoslàvia, 400km al sud per ajudar el 1. Panzergruppe del Heeresgruppe Süd en el seu atac sobre la capital ucraïnesa. Guderian derrotà les forces soviètiques a Roslavl el 9 d'agost, Gomel el 20, Kiev el 9 de setembre i ajudà a tancar la bossa de Kiev el 26 de setembre, capturant 665.000 soldats soviètics abans de tornar amb el Heeresgruppe Mitte.
El 2 d'octubre de 1941, onze setmanes després de la captura de Smolensk, el Heeresgruppe Mitte llançà l'operació Tifó. El 3. Panzergruppe de Hoth avançà cap al nord, el 2. de Guderian cap al sud, mentre que el 4t. de Hoepner es dirigia per atacar Moscou, amb el suport dels exèrcits 2n, 4t i 9è. El 7 d'octubre capturaren Orel i el 12 es tancaren les bosses de Briansk i de Viazma, però el desglaç sobtat el 6 d'octubre va estancar el grup d'exèrcits en un mar de fang. La gran gelada del 6 de novembre va permetre continuar l'avanç, i pel 30 de novembre les unitats d'avançada del 4t. Panzergruppe es trobaven a només 40km de la Plaça Roja de Moscou; però pel 4 de desembre els alemanys havien perdut força.
L'ofensiva d'hivern soviètica colpejà de ple el Heeresgruppe Mitte el 5 de desembre, però els alemanys resistiren tenaçment i després d'una retirada de 160km i de la pèrdua de Kalinin formaren una línia defensiva al Dnepr davant Smolensk, Viazma i Rjev. Aquesta línia de defensa es va poder aguantar fins al 1943 amb pèrdues menors al voltant de Smolensk, i el 19 de desembre de 1941 el generalfeldmarschall von Kluge rellevà a von Bock.

#### El Grup d'Exèrcits Sud a Ucraïna
El Grup d'Exèrcits Sud (Heeresgruppe Süd), anteriorment el Grup d'Exèrcits A, comandat pel generalfeldmarschall Gerd von Rundstedt, havia d'ocupar Ucraïna. El 1. Panzergruppe (generaloberst Ewald von Kleist) amb nou divisions (5 panzer, 2 motoritzades i 2 motoritzades de les Waffen-SS) es dirigí directe contra Kiev seguit pel 6. Armee (generalfeldmarschall von Reichenau) amb 14 divisions (7 d'infanteria, 2 d'infanteria lleugera, 2 de muntanya i dues eslovaques) avançaren per l'Ucraïna central, mentre que l'11. Armee (Generaloberst von Schobert, amb 12 divisions (7 d'infanteria i 7 romaneses) avançarien per la costa amb el grup d'exèrcits romanès "Antonescu" (3r i 4t exèrcits, XXI Cos) .
L'avanç del Heeresgruppe Süd va ser comparativament lent. El 17. Armee capturà la fortalesa fronterera de Lvov el 30 de juny i el 8 d'agost tancà, conjuntament amb el 11. Armee la bossa d'Uman. El 16 d'octubre l'11. Armee, conjuntament amb els romanesos, capturaren Odessa i el 27 ocuparen Crimea i assetjaren Sebastòpol, capturant-la el 27 de juny de 1942. Mentrestant, els Panzergruppen 1. i el 4. capturaren la bossa de Kiev el 26 de setembre i el 20 d'octubre el 6. Armee capturà Stalino i la regió industrial del baix Donets, i el 24 d'octubre Khàrkiv. El 20 de novembre el 1. Panzergruppe capturà Rostov del Don però el feldmarschall von Reichenau, que havia substituït a von Rundstedt l'1 de desembre, l'abandonà el dia 2, morint sobtadament el 17 de gener de 1942. Va ser substituït pel feldmarschall Fedor von Bock.
L'ofensiva soviètica d'hivern va fer progressos mínims a Khàrkiv, Rostov i la Crimea Oriental; i el 20 d'abril de 1942 va haver d'aturar-se. El 28 de juny de 1942 el Heeresgruppe Süd llançà l'operació Fall Blau contra Stalingrad i el Caucas, i el 7 de juliol el 4. Panzergruppe capturà Vorónej.

#### Els Grups d'Exèrcits "A" i "B"
El 9 de juliol de 1942 el Grup d'Exèrcits Sud esdevingué el Grup d'Exèrcits B, formant-se, a més, el Grup d'Exèrcits A. Aquest grup d'exèrcits, a les ordres del feldmarschall Wilhelm List, format per 20 divisions (3 Panzer, 12 d'infanteria, 2 de muntanya i 3 italianes) repartides entre el 1. Panzerarmee i el 17. Armee avançarien cap el Caucas, ric en petroli. Mentrestant, el Grup d'Exèrcits B, comandat pel feldmarschall Maximilian Freiherr von Weichs, amb 53 divisions (5 Panzer, 25 d'infanteria, 2 motoritzades, 10 romaneses, 5 hongareses i 6 italianes) al 4. Panzerarmee, els exèrcits romanesos 2n, 6è, 3r i 4t, el 2n exèrcit hongarès i el 8è exèrcit italià, avançarien cap el Volga i capturarien Stalingrad.
El Grup d'Exèrcits B avançà veloçment i el 23 d'agost el 6. Armee i elements del 4. Panzerarmee penetraren a Stalingrad i començaren a desfer la resistència soviètica;però el 19 de novembre l'Exèrcit Roig penetrà pels flancs del grup d'exèrcits, defensats per unitats romaneses i italianes, i pel 23 de novembre havien segellat la bossa de Stalingrad. Hitler es negà a permetre que els defensors intentessin trencar el setge, convençut que Stalingrad podria ser abastit per l'aire (com s'havia fet a Demyansk). El 26 de novembre destacà quatre exèrcits (6è, 4t, 3r romanès i 4t romanès) del Grup d'Exèrcits Don per formar el Grup d'Exèrcits Don comandat pel feldmarschall Erich von Manstein, per tal de mantenir el front del Volga, però el 2 de febrer de 1943 les tropes assetjades a Stalingrad es rendiren i von Manstein es retirà a Rostov del Don, mentre que el Grup d'Exèrcits B tornava a Ucraïna.
El Grup d'Exèrcits A finalment capturà Rostov del Don el 23 de juliol de 1942 i avançà cap el Caucas, capturant Krasnodar el 9 d'agost i Novorossiisk el 9 de setembre. Hitler temporalment va prendre el comandament del grup d'exèrcits abans de nomenar el Generaloberst Ewald von Kleist el 22 de novembre, quan l'ofensiva s'aturà davant els turons caucàsics davant Grozni. El 23 de desembre el Grup d'Exèrcits A va rebre l'ordre d'evacuar el Caucas per no quedar atrapat i per l'1 de febrer de 1943 s'havia retirat fins l'oest de Rostov del Don.

#### El Front Nord 1943-1945
Al febrer de 1943 el Heeresgruppe Nord, comandat pel generaloberst Georg von Küchler, defensava el sector septentrional del Front Oriental amb dos exèrcits estàtics. El 18. Armee, amb 26 divisions (20 d'infanteria, 4 d'infanteria de la Luftwaffe, 1 de les Waffen-SS i 1 de muntanya) assetjava Leningrad i ocupava la Línia Volkhov des del llac Ladoga fins al llac Ilmlen. Les 16 divisions del 16. Armee (15 d'infanteria i 1 de la Luftwaffe ocupaven el nord del riu Lovat davant Velikiye Luki. Aquesta línia es va aconseguir mantenir durant 1943, tot i que el 28 de febrer el 16. Armee evacuà el vulnerable sortint de Demyansk, i el 9 d'octubre rendí Nevel.
El 14 de gener de 1944 l'Exèrcit Roig atacà el Grup d'Exèrcits Nord, ara comandat pel feldmarschall Walther Model, obligant-lo a retrocedir de Leningrad i del llac Ladoga i ocupant Novgorod, Luga, Staraka Rossiya i Kholm. Quan l'1 de març s'aturà l'ofensiva, el grup d'exèrcits, ara comandat pel generaloberst Georg Lindemann (i des de juliol de 1944 pel generaloberst Johannes Frießner i finalment pel generaloberst Ferdinand Schörner s'havia retirat fins a la Línia Panther als límits d'Estònia i Letònia. L'Exèrcit Roig reemprengué l'ofensiva el 10 de juliol, ocupant Ostrov el 21 de juliol, Pskov el 23, Narva el 28 i, sense haver de fer front a una gran resistència alemanya, Tartu el 25 d'agost i Daugavpils el 27 de juliol.
El 14 de setembre de 1944, els soviètics tornaren a atacar, ocupant Estònia i el nord de Letònia, i el Heeresgruppe Nord evacuà Riga l'11 d'octubre, però quedà aïllat a la costa letona darrera la línia Liepaka-Tukums, amb Hitler negant-se a permetre una evacuació o un rescat .El 25 de gener de 1945, el grup d'exèrcits passà a anomenar-se Kurland (per la província letona de Kurzeme), sent comandat successivament pels Heinrich Vietinghoff, Lothar Rendulic i Carl Hilpert. Va resistir fins a sis batalles de Curlàndia fins al 8 de maig de 1945.

#### El Front de l'Àrtida 1943-1945
Les sis divisions del 20è Exèrcit de Muntanya (2 divisions d'infanteria, 3 de muntanya i 1 de Waffen-SS de muntanya), sota el generaloberst Eduard Dietl (a partir de juny de 1944, el generaloberst Lothar Rendulic), ocupà una línia defensiva a la Carèlia soviètica, protegint les mines de níquel de Petsamo. El 7 de setembre de 1944 Finlàndia signà un armistici amb la Unió Soviètica i declarà la guerra a Alemanya; sota la pressió sovièticofinesa el 20è Exèrcit es retirà cap a Noruega, defensant-se com el Comandament de la Werhmacht Noruega, sota el General der Gebergstruppen Franz Böhme.

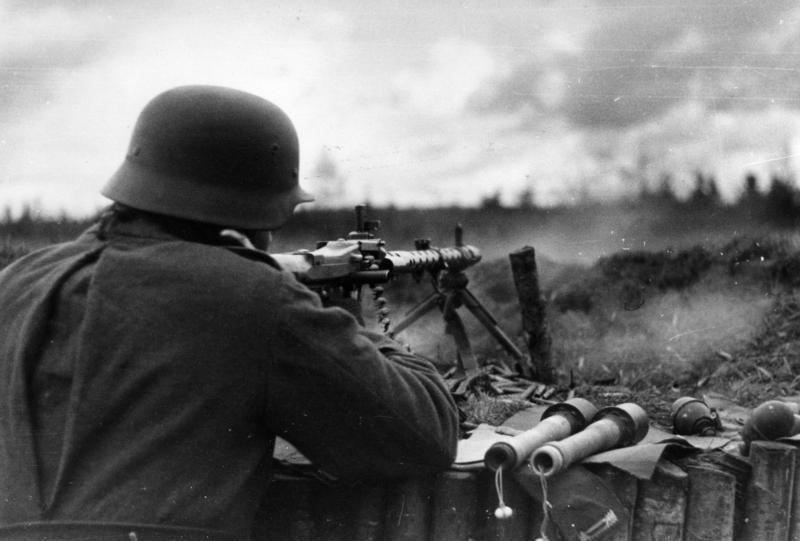
Soldat alemany amb una MG34 a Rússia.

#### El Front Central 1943-1945
Al febrer de 1943, el feldmarschall Günther von Kluge, el Heeresgruppe Mitte defensava la línia Rjèv-Orel-Karkiv a la Rússia Occidental. Al març estava comprès per 5 exèrcits (2. Panzerarmee, 3. Panzerarmee, 2. Armee, 4. Armee i 9. Armee), sumant 81 divisions (12 Panzer, 1 Panzer Waffen-SS, 53 d'infanteria, 5 motoritzades, 1 de cavalleria Waffen-SS, 6 de la Luftwaffe i 3 hongareses).
El 24 de març de 1943 el 9. Armee evacuà Rjev i el sortint de Viajma. El 4 de juliol, el 9è. Panzerarmee, conjuntament amb el 4. Panzerarmee del Grup d'Exèrcits Sud, atacaren el sortint de Kursk en l'operació Zitadelle, la major batalla de tancs de la història; però el 17 de juliol l'atac va ser cancel·lat amb uns guanys territorials mínims i unes grans pèrdues en homes i equipament. L'Exèrcit Roig contraatacà, capturant Oriol l'1 d'agost, Smolensk i Roslavl el 24 de setembre i Gomel el 26 de novembre; el Heeresgruppe Mitte, ara sota el feldmarschall Ernst Busch, va haver de recular cap a Belarús.
El 22 de juny de 1944, dos milions i mig de soldats soviètics atacaren el Heeresgruppe Mitte, de només 400.000 homes, ara sota el feldmarschall Walter Model. L'Exèrcit Roig capturà Vítsiebsk el 27 de juny, Mahilioǔ el 28 de juny, Babruisk el 29 de juny i Minsk el 4 de juliol, causant 300.000 baixes als alemanys i pràcticament anihilant el grup d'exèrcits. A mitjans de juliol l'Exèrcit Roig controlava Belarús i avançà cap a la Lituània Oriental, capturant Vilna el 12 de juliol i Kaunas el 30. Llavors es dirigiren cap a Polònia, capturant Brest-Litovsk el 28 de juliol, Bialistock el 29 de juliol i la Varsòvia oriental el 31 de juliol. El exèrcits soviètics s'aturaren al Vístula i permeteren que els alemanys eliminessin la insurrecció de Varsòvia (1 d'agost-2 d'octubre de 1944). El generaloberst Georg-Hans Reinhardt prengué el comandament del grup d'exèrcits a l'agost de 1944.

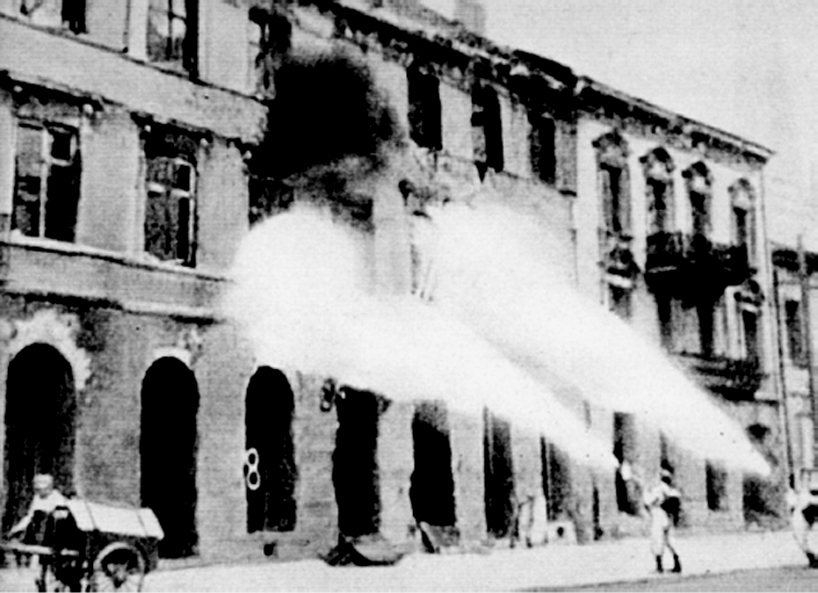
Tropes alemanyes incendiant edificis de Varsòvia per suprimir la insurrecció

El 12 de gener, l'Exèrcit Roig tornà a reprendre l'ofensiva, capturant Varsòvia el 17 de gener i avançant cap a l'interior d'Alemanya. S'aturaren al riu Oder el 3 de febrer, i pel 23 de febrer ja havien ocupat la major part de Prússia Oriental. El 25 de gener de 1945, el Heeresgruppe Mitte passà a anomenar-se Heeresgruppe North, comandat pel generaloberst Lothar Rendulic (a partir de març de 1945, pel generaloberst Walther Weiß), amb 25 divisions (2 panzer, 1 panzer de la Luftwaffe, 1 panzergrenadier de la Luftwaffe i 21 d'infanteria), defensant la bossa de Königsberg i la península de Samland. El 17 de març de 1945 l'Exèrcit Roig atacà, capturant Königsberg el 9 d'abril i Samland el 21.

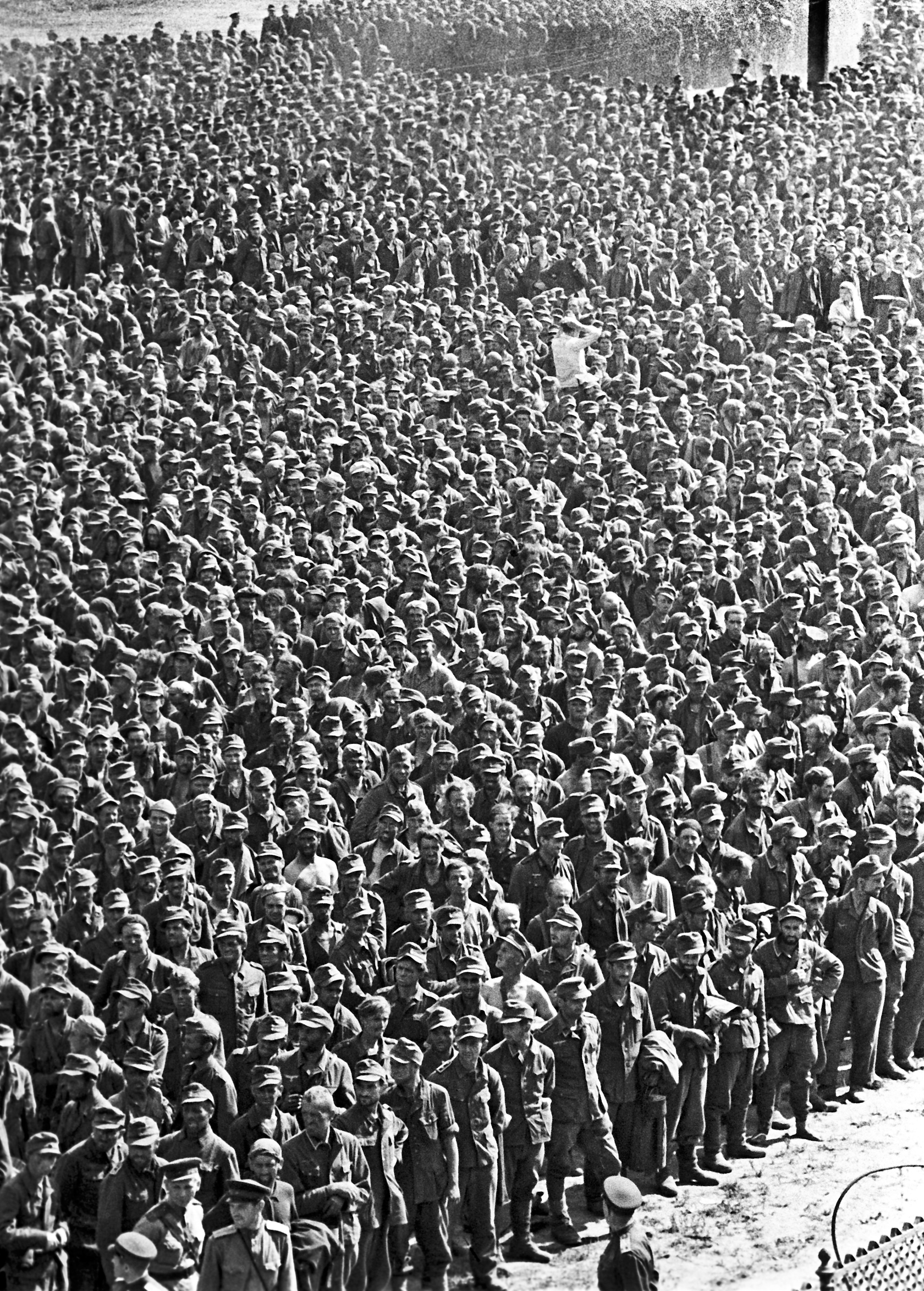
Presoners de guerra alemanys a Moscou

El 24 de gener de 1945 es formà el grup d'exèrcits Weichsel, comandat pel Reichsführer-SS Heinrich Himmler (a partir de març, pel generaloberst Gotthard Heinrici; i a l'abril, pel generaloberst de la Luftwaffe Kurt Student, amb 47 divisions (3 panzer, 35 d'infanteria, 7 Waffen-SS, 1 d'infanteria naval i 1 paracaigudista), als exèrcits 3r Panzer, 2n i 9è, defensant el front de l'Oder i la costa de Pomerània. El 24 de febrer l'Exèrcit Roig atacà, capturant Kolberg el 18 de març i Danzig el 30. El 16 d'abril les tropes soviètiques iniciaren l'atac sobre Berlín; defensat pel 9. Armee. L'1 de maig, la guarnició de Berlín es rendí, i el 3 de maig l'Exèrcit Roig enllaçà amb les tropes britàniques i estatunidenques al riu Elba.

#### El Front Sud 1943-1945
Al febrer de 1943 Ucraïna estava defensada al riu Donets pel Grup d'Exèrcits Sud, format el 12 de febrer pel Grup d'Exèrcits Don del feldmarschall Erich von Manstein, amb el 1. i el 4. Panzerarmees, el Armeeabteilung Kempf (després 8. Armee) i el Armeeabteilung Hollidt (després el 6. Armee), totalitzant 32 divisions (7 Panzer, 17 d'infanteria, 2 motoritzada, 4 granaders-panzer Waffen-SS i 2 de la Luftwaffe). Crimea i la península de Taman estaven defensades pel Grup d'Exèrcits A del feldmarschall Ewald von Kleist, amb 20 divisions (1 Panzer, 7 d'infanteria, 2 de fusellers, 2 de muntanya, 1 de la Luftwaffe, 6 romaneses i 1 eslovaca), amb el 17. Armee, al que s'uní el 6. Armee a l'octubre de 1943.
Al febrer de 1943 l'Exèrcit Roig avançà des de Stalingrad, capturant Kursk el 8 de febrer, Belgorod el 9, Rostov del Don el 14 i Khàrkiv el 16. Manstein contraatacà el 19 de febrer amb el 1. Panzerarmee reocupant Khàrkiv el 15 de març. El 17 de juliol l'Exèrcit Roig atacà de nou, capturant Belgorod el 5 d'agost i Khàrkiv el 25; i el 30 de setembre el Grup d'Exèrcits Sud es va haver de retirar fins al riu Dnepr, abandonant Kiev el 6 de novembre. El Grup d'Exèrcits A evacuà la península de Taman el 9 d'octubre, i pel 31 el 17. Armee va quedar encallat a Crimea.
El 24 de desembre de 1943 l'Exèrcit Roig tornà a l'atac des dels seus caps de pont al Donets contra el Grup d'Exèrcits Sud, capturant Jitòmir el 31 de desembre, Nikopol el 7 de febrer de 1944, la bossa de Cherkassy el 15 de febrer i Krivoi Rog el 22, arribant als Carpats septentrionals a la frontera romanesa el 27 de març i Brody i Tarnopol al sud de Polònia el 15 d'abril. El 6. Armee es retirà per la Ucraïna septentrional, abandonant Odessa el 10 d'abril de 1944, mentre que el 17. Armee va perdre Sebastòpol el 9 de maig, sent evacuat per mar des de Crimea fins Romania.
El 30 de març de 1944 el Grup d'Exèrcits Sud a la Polònia meridional va passar a anomenar-se Grup d'Exèrcits de l'Ucraïna Nord, comandat pel feldmarschall Walter Model (a partir de juny, pel generaloberst Josef Harpe), amb tres exèrcits (1. i 4. Panzerarmees i el 1r hongarès). El 12 de juliol l'Exèrcit Roig atacà capturant Brody el 22, Lublin el 23 i Lvov el 27 de juliol. El 23 de setembre el Grup d'Exèrcits passà a anomenar-se Grup d'Exèrcits A, afegint-se el 17. Armee. El 12 de gener la nova ofensiva soviètica colpejà el grup d'exèrcits, que tornà a ser redenominat el 25 de gener, passant a ser el Grup d'Exèrcits Centre sota el generaloberst Ferdinand Schörner (promogut a mariscal a l'abril), amb 3 exèrcits (1. i 4. Panzerarmees i 17. Armee). L'Exèrcit Roig capturà Cracòvia el 19 de gener, arribant al riu Oder el 27 de gener; i les forces soviètiques continuaren avançant a través de Txecoslovàquia, capturant Bratislava el 4 d'abril i Praga el 9 de maig de 1945.
El 30 de març de 1944 el Grup d'Exèrcits A esdevingué el Grup d'Exèrcits de l'Ucraïna Sud, amb cinc exèrcits (6., 8., 3., 17. i 4t romanès), sota el generaloberst Schörner (a partir de juliol, del generaloberst Johannes Frießner). El 20 d'agost els soviètics atacaren, capturant Isasi el 22 d'agost i Chișinău el 24. Romania i Bulgària van abandonar l'Eix, unint-se als Aliats el 23 d'agost i el 8 de setembre respectivament. El 23 d'agost, el grup d'exèrcits es retirà fins a la frontera amb Hongria a la Transsilvània septentrional, i esdevingué el Grup d'Exèrcits Sud amb quatre exèrcits (6., 8.; 2n i 3r hongaresos).
A l'octubre de 1944 els soviètics avançaren per l'Hongria oriental, capturant Debrecen el 20 d'octubre i assetjant Budapest entre el 20 de desembre de 1944 i el 13 de febrer de 1945. El grup d'exèrcits, ara sota el general der Infanterie Otto Wöhler ocupà l'Hongria occidental fins al 16 de març de 1945, quan l'Exèrcit Roig reemprengué l'ofensiva, penetrant a l'Àustria oriental l'1 d'abril i capturant Viena el 13. El 30 d'abril el grup d'exèrcits passà a anomenar-se Grup d'Exèrcits "Ostmark", amb tres exèrcits (6., 8. Armee i 6. Panzer-SS) comandat pel generaloberst Lothar Rendulic, rendint-se el 9 de maig de 1945.
El setembre del 1944, els Fronts Sud i dels Balcans es fusionaren. L'Exèrcit Roig penetrà a Iugoslàvia el 27 de setembre de 1944, Ofensiva de Belgradcapturant Belgrad el 19 d'octubre del grup d'exèrcits F (2. Panzerarmee, Armeeabteilgung Serbien). Al novembre, el grup d'exèrcits E evacuà Grècia i Albània; al desembre el 2. Panzerarmeeva ser redesplegat al sud d'Hongria, i el grup d'exèrcits F formà una línia defensiva a la frontera entre Sèrbia i Bòsnia amb tropes croates. Inicialment la línia aguantà bé una ofensiva general de tropes soviètiques, búlgares i de partisans iugoslaus llançada el 15 de març, retirant-se ordenadament, evacuant Sarajevo el 7 d'abril, Rijeka el 4 de maig i Zagreb el 8. El grup d'exèrcits es rendí finalment el 15 de maig de 1945 a l'Àustria meridional.

### El Front Occidental 1943-1945

#### La campanya de Normandia
França, Bèlgica i els Països Baixos es trobaven sota l'Alt Comandament Occidental, controlat pel Heeresgruppe B, que ocupava el nord de França, Bèlgica i els Països Baixos, reforçats pel Armeegruppe G al sud de França.
El Heeresgruppe B, comandat pel feldmarschall Erwin Rommel tenia dos exèrcits i la guarnició dels Països Baixos. El 7. Armee tenia 12 divisions (77., 243., 265., 266., 275., 343., 352., 353., 709., 716., 2a Paracaigudista de la Luftwaffe i 21. Panzer) a Bretanya i a la Normandia occidental; i la 319. a les illes del Canal. Més a l'est, el 15. Armee ocupava la Normandia oriental, la regió del Pas de Calais i Bèlgica amb 18 divisions (47., 48., 49., 84., 85., 245., 326., 331., 334., 346., 348., 711., 712., 165. i 182. de Reserva i 17, 18 i 19 de Fusellers de la Luftwaffe); mentre que els Països Baixos estaven defensats per quatre divisions (347., 719., 16a. de Fusellers de la Luftwaffe i 19. Panzer. El Grup Panzer Oest, que el 5 d'agost de 1944 passà a anomenar-se 5. Panzerarmee, constituïa la reserva estratègica de von Rundstedt prop de París, amb nou divisions (271., 272., 276., 277., 2. Panzer, 116. Panzer, Panzer-Lehr, 1. Panzer-SS i 12. Panzer-SS)
El Dia-D començà després de la mitjanit del dimarts 6 de juny de 1944, mentre que el 21è Grup d'Exèrcits Aliat, amb 8 divisions (3 aerotransportades i 5 d'infanteria), 3 brigades cuirassades i una superioritat aèria absoluta, desembarcà a la Normandia occidental, defensada per 3 divisions estàtiques d'infanteria (352., 709. i 716.) del 84. Korps del 7. Armee. El pobre instint estratègic de Hitler deixà les seves tropes sense preparació i la seva precaució evità una ràpida reacció o un desplegament mòbil; i només la 21a Divisió Panzer contraatacà decisivament prop de Caen. Amb els moviments de forces virtualment impossiblilitzat durant les hores de llum a causa de la potència aèria aliada, el desplegament a finals de juny de set divisions mòbils de primera línia del Grup Panzer Oest i del Grup d'Exèrcits G (2. Panzer, la Panzer-Lehr, 1. Panzer-SS, 9. Panzer-SS 10. Panzer-SS, 12. Panzer-SS i 17. SS-Panzergrenadier) era massa tard per destruir el cap de pont Aliat. A finals de juliol, aquest havia estat reforçat amb 28 divisions estatunidenques, britàniques i canadenques (3 aerotransportades, 19 d'infanteria, 6 cuirassades) i 5 brigades cuirassades.

#### El nord de França, Bèlgica i els Països Baixos

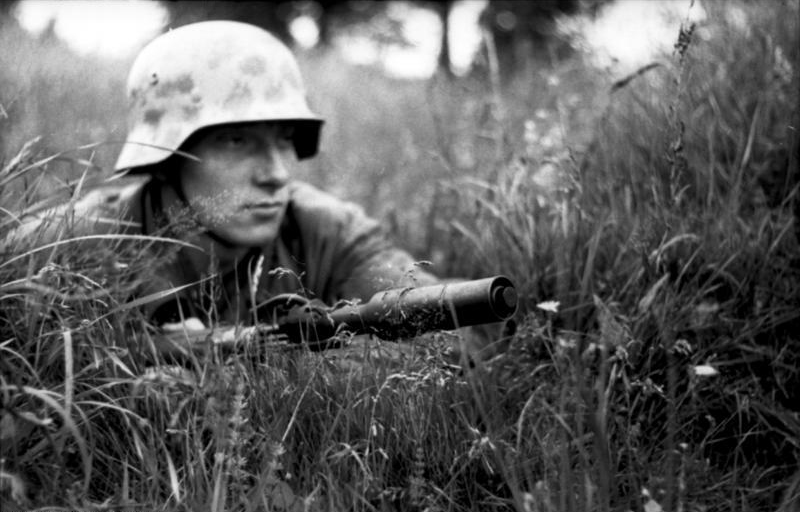
Un Fallschirmjäger amb un Kar 98k adaptat per llançar granades de fusell.

El 17 de juliol Rommel va quedar seriosament ferit després de l'atac d'un caça de la RAF, i von Kluge serví com a comandant del Grup d'Exèrcits B fins al seu arrest; va ser substituït per Model. El cap de pont aliat s'expandí lentament davant els ferotges contraatacs alemanys, però la conquesta britànica de Caen el 10 de juliol significà que els desembarcaments estaven assegurats. El 25 de juliol els aliats van abandonar la zona dels desembarcaments, i pel 7 d'agost els alemanys havien perdut Bretanya. El 1, Armee va ser destinat temporalment al Grup d'Exèrcits B, però no va ser capaç d'aturar l'avanç aliat; i el 20 d'agost el 7. Armee i el 7. Panzerarmee, que havia aconseguit fugir tot i que molt malmès de quedar encerclat a la bossa de Falaise durant la retirada a l'oest, travessant el Sena. París va ser abandonat el 23.
El 25 d'agost de 1944 els Aliats van atacar pel Sena. El Comandament Occidental i el Grup d'Exèrcits B es retiraren ràpidament cap a l'est sota un intens bombardeig aeri aliat, evacuant el nord de França pel 6 de setembre, tot i que impedint que els valuosos ports del Canal poguessin ser utilitzats pels Aliats mitjançant guarnicions "fortalesa" aïllades, algunes de les quals aguantaren fins a maig de 1945. L'avanç britànic a través de Bèlgica va ser més veloç, amb Brussel·les sent alliberada el 3 de setembre, Anvers el 4 i Luxemburg el 10. El 15 de setembre la major part del Grup d'Exèrcits B, sense reserves i amb molt pocs blindats, havien format una línia defensiva a Bèlgica (negant als Aliats l'ús del port d'Anvers), i a través de les fortificacions de la Línia Sígrid a través de la frontera germanobelga.
El 15 de setembre l'avanç Aliat, sorprès per la velocitat del col·lapse alemany i mancat de combustible, s'aturà, permetent que els alemanys es reforcessin eviant tropes del Volkssturm, tropes frontereres i unitats volksgrenadier de valor discutible. El 4 de setembre les set divisions del 1r Exèrcit Paracaigudista de la Luftwaffe (84, 85, 89, 176, 179, 353, 6 Paracaigudista) reforçà el Grup d'Exèrcits B als Països Baixos just a temps per ajudar a rebutjar (amb l'important ajut dels 2. SS-Panzerkorps) els desembarcaments aerotransportats britànics a Arnhem entre el 17 i el 26 de setembre.
Malgrat tot, pel 21 d'octubre els Aliats ja havien ocupat el sud dels Països Baixos i Aachen, la primera gran ciutat de l'oest d'Alemanya en caure. L'11 de novembre de 1944 es creà el Grup d'Exèrcits H comandat pel Generaloberst de la Luftwaffe Kurt Student per defensar el que quedava dels Països Baixos amb el 1r Exèrcit Aerotransportat i el 15è Exèrcit.
El 16 de desembre de 1944 la Wehrmacht atacà per les Ardenes belgues amb 24 divisions (12, 18, 26, 47, 62, 246, 276, 277, 326, 340, 352, 560 Volksgrenadier, 3 Panzergrenadier, 15 Panzergrenadier, 2. Panzer, 116. Panzer-Lehr, 1. Panzer-SS, 2. Panzer-SS, 9. Panzer-SS, 10. Panzer-SS, 12. Panzer-SS, 3a Paracaigudista i 5a Paracaigudista) del Grup d'Exèrcits B i del Comandament Occidental. Inicialment les millors divisions de la Wehrmacht a l'oest només tenien al davant 6 divisions aliades. La batalla de les Ardenes tenia com a objectiu reconquerir Anvers, però després d'un èxit inicial l'avanç s'aturà el 24 de desembre, només a 10km del riu Mosa a Dinant després de penetrar 80km, havent esgotat valuoses forces mòbils que podrien haver ajudat a protegir l'Alemanya occidental. Pel 20 de gener de 1945 les tropes alemanyes es trobaven de retorn a la Línia Sigfrid.

#### El sud de França 1944-45
El sud de França estava ocupat per l'Exèrcit Reforçat G, comandat pel generaloberst Johannes Blaskowitz, comandant el 1. Armee al sud-oest de França, amb 3 divisions estàtiques de defensa costanera estàtica (708 d'infanteria, 158 i 159. de Reserva) amb l'11a Divisió Panzer com a reserva estratègica; i el 19. Armee a la França central i meridional, amb set divisions estàtiques (242, 244, 338 i 716 d'infanteria, 148, 158 i 189 de Reserva) i la 198a d'Infanteria, amb la 9. Panzer en reserva.
A les 8 del matí del 15 d'agost de 1944 el Setè Exèrcit estatunidenc, amb vuit divisions estatunidenques i franceses (sis d'infanteria, una cuirassada i una aerotransportada) saltaren al sud-est de França en l'operavió Anvil. L'Exèrcit Reforçat G (que el 12 de setembre passà a anomenar-se Grup d'Exèrcits G, sense suficients efectius ni suficient potència de foc, es retirà ràpidament. El 19. Armee abandonà Marsella i la Provença el 28 d'agost, Lió el 3 de setembre i Dijon el 10, obligant al 1. Armee, amb el flanc al descobert, a evacuar el sud-oest de França sense presentar batalla i a retirar-se cap al nord-est. Quan els Aliats aturaren la seva ofensiva el 15 de setembre de 1944, el Grup d'Exèrcits G encara ocupava la serralada dels Vosges a Lorena. El 21 de setembre el General der Panzertruppen Hermann Balk rellevà a Blaskowitz, que tornà al càrrec el 24 de desembre, moment en què el 1. Armee s'havia retirat fins al sud-oest d'Alemanya. El gener de 1945 va ser absort pel Heeresgruppe Oberrhein, format al novembre de 1944 a partir d'unitats de lleva i de defensa local. El 19. Armee defensà la bossa de Colmar, la darrera zona de França ocupada pels alemanys, fins al 9 de febrer de 1945.

#### Els Països Baixos i l'Alemanya Occidental 1945
Tot i que durant el gener de 1945 el Comandament Occidental a la frontera entre Bèlgica, Holanda i Alemanya resistí els atacs aliats, el 8 de febrer tres grups d'exèrcits aliats (el 6è, el 12è i el 21è) llançaren una ofensiva general cap a l'Alemanya Occidental. Pel 21 de març de 1945 els Aliats havien obligat el Grup d'Exèrcits B (exèrcits 7, 15, 5 Panzer i 6 Panzer-SS i la major part del Grup d'Exèrcits G (1 i 19. Armees), comandats des del 29 de gener de 1945 pel general de les Waffen-SS Paul Hausser, a través del Rin, capturant el bosc de Reichswald a la frontera neerlandesa després d'una lluita ferotge, Colònia el 5 de març i establiren un cap de pont sobre el Rin a Remagen el 7 de març.
Les restes del Grup d'Exèrcits H, després Comandament Nord-Occidental, destinat als Països Baixos amb 12 divisions distribuïdes entre el 1. Exèrcit Aerotransportat i el 25è Exèrcit. Els Aliats van pressionar des del 2 d'abril, forçant el Comandament Nord-Oest a retirar-se cap a l'Alemanya nord-occidental el 15 d'abril; abandonant Bremen el 26 i Hamburg el 3 de maig abans de rendir-se el 4. El 8 de maig, la guarnició alemanya a Dinamarca (amb els Comandaments de Districytr 281 i 398) i el 20è Exèrcit de Muntanya a Noruega, amb 11 divisions i 9 brigades, també es rendí.

### El Front italià 1943-1945

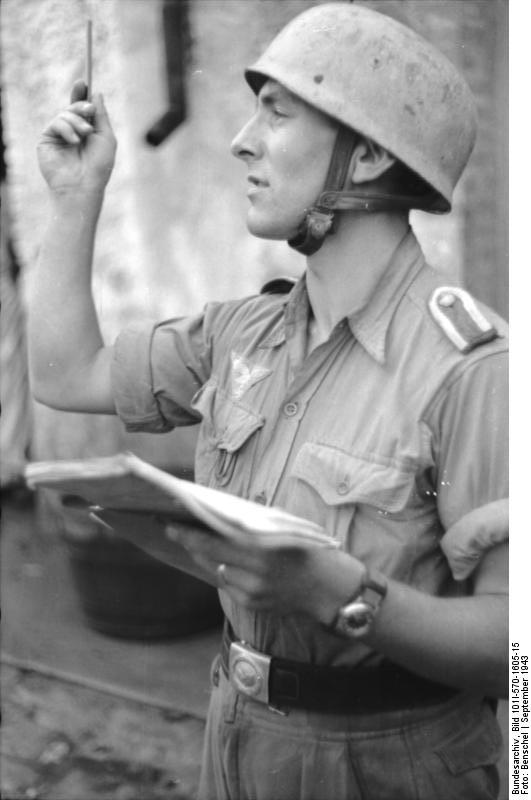
Unteroffizier paracaigudista a Itàlia, setembre de 1943

El 10 de juliol de 1943, tropes britàniques i estatunidenques desembarcaren al sud-est de Sicília, defensada pel 6è Exèrcit italià i el 14. Panzerkorps, amb 3 divisions (15., 29. Panzergrenadier i la Divisió Panzer Hermann Göring, situades al nord de Sicília. Les tropes alemanyes van jugar un papel determinant en la defensa de l'illa per part de l'Eix, i el 17 d'agost aconseguiren retirar-se pràcticament intactes fins a Calàbria.
La pèrdua de Sicília va colpejar el govern italià, el qual va detenir Mussolini el 25 d'agost i nomenà el mariscal Pietro Badoglio com a primer ministre. Hitler, sospitant encertadament una rendició italiana i un veloç avanç de les tropes aliades per l'Itàlia meridional, formà el 10. Armee el 15 d'agost, basant-se en les divisions estacionades a Calàbria, que dependria del Comandament Meridional de la Luftwaffe a Roma. El 10. Armee disposaria de 10 divisions: 15., 29. Panzergrenadier, 16., 26. Panzer i 1. Paracaigudista a Calàbria; 3., 90. Panzergrenadier i 2. Paracaigudista i la 16. Brigada SS d'Assalt com a reserva a l'Itàlia central.
El 3 de setembre, els Aliats desembarcaren a Calàbria, i el 9 a Tàrent, mentre que el 10. Armee es retirava combatent cap al nord. El 8 de setembre s'anuncià la rendició d'Itàlia, fent que Hitler enviés el Grup d'Exèrcits B del mariscal Rommel (51., 97. Korps i 2. SS-Panzerkorps per tal d'ocupar el nord d'Itàlia. Mentrestant, tropes aliades desembarcaven a Salerno el 9 de setembre, però el 10. Armme atacà el cap de pont fins al dia 18. Retirant-se de nou amb èxit, el 10. Armee evacuà Potenza el 20 de setembre, Foggia el 27 i Nàpols l'1 d'octubre, aturant-se el 8 d'octubre a la "Línia Víctor", entre Càpua i Termoli.

#### Centre i nord d'Itàlia, 1943-1945
El 26 de novembre de 1943, es va formar el Grup d'Exèrcits C, sota el comandament del mariscal Kesselring amb 18 divisions, desplegades sota el 10. Armee a l'Itàlia central (44., 65., 94. i 305. Infanterie-Division, 15., 29. i 90. Panzergrenadier, 5. Gebirgs-Division, 26. Panzer 1. Fallschirmjäger i Panzer Hermann Göring), i el 14. Armee (71., 162., 278., 334., 356., 362. Infanterie-Division, 188. Gebirgs-Division), format el 18 de novembre de 1943 al nord. El 10. Armee defensà el front italià amb gran habilitat i resolució, fent que la pèrdua de terreny tingués un gran cost per a l'enemic, abans d'aturar-se el 27 de desembre de 1943 a la Línia Gustav als rius Sangro i Garigliano, al punt fort de Monte Cassino.
El 18 de gener de 1944 els aliats atacaren la Línia Gustav, i el 22 de gener desembarcaren a Anzio i Nettuno; però el 10. Armee mantingué la Línia Gustav fins al 13 de maig; i el 14. Armee mantingué la platja d'Anzio fins al 23 de maig. Sent Roma evacuada el 4 de juny i retirant-se de pressa cap al nord, abandonaren Florència el 4 d'agost i s'aturaren a la Línia Gòtica el 19 d'agost. Mentrestant, el 17 de març de 1944 es formà el Cos de Reforç von Zangen al nord d'Itàlia, sent augmentat el 31 de juliol per formar l'Exèrcit Liguria amb 2 divisions italianes i sis alemanyes (34., 148., 157. Infanterie-Division, 157. de reserva, 42. De Fusellers i 5. Gebirgs-Division).
El 25 d'agost de 1944 els Aliats trencaren la Línia Gòtica, capturant Rímini el 21 de setembre, però l'avanç va ser de nou lent davant la decidida oposició del Heeresgruppe C, que s'havia fet fort al sud de Bolonya el 29 de desembre. El 10 de març de 1945, el generaloberst von Vietinghoff, comandant del 10. Armee, prengué el comandament del Heeresgruppe C després de la promoció de Kesselring. L'1 d'abril els Aliats llençaren l'ofensiva final; els alemanys hagueren de retirar-se cap a Àustria, abandonant Bolonya el 21 d'abril i Gènova el 27. Les tropes alemanyes a Itàlia es rendiren el 2 de maig de 1945, permetent que els Aliats avancessin pel sud d'Àustria fins al Dia de la Victòria.

## Procés de presa de decisions

### Decisió d'objectius
L'Oberkommando des Heeres (OKH) va ser l'Alt Comandament alemany entre 1936 i 1945. En teoria, l'Oberkommando der Wehrmacht (OKW) servia com a Estat Major General de les forces armades del Reich, coordinant ler operacions de la Wehrmacht (Heer, Kriegsmarine i Luftwaffe). A la pràctica, l'OKW actuà com l'estat major militar personal de Hitler, traslladant les seves idees a plans i ordres militars, i distribuint-les als tres serveis tot i que gairebé no tenia cap control sobre ells. Malgrat tot, a mida que la guerra progressava l'OKW es trobà exercint cada cop un major comandament sobre les unitats militars, en particular a l'Oest. Això creà una situació cap al 1942 en que l'OKW era el comandament de facto al Teatre Occidental, mentre que l'OKH serví a Hitler com el seu Estat Major personal al Front Oriental.
Com a cap d'estat, Adolf Hitler ocupà el càrrec nominal de Oberster Befehlshaber der Wehrmacht (Comandant Suprem de les Forces Armades), i el 4 de febrer de 1938 ocupà el màxim càrrec professional de Oberbefehlshaber der Wehrmacht (Comandant de les Forces Armades), obligant al seu antic protegit, generalfeldmarshall Werner von Blomberg a retirar-se. Hitler ocupà aquest càrrec fins a la seva mort, el 30 d'abril de 1945, assistit pel servil generalfeldmarshall Wilhem von Keitel com a Chef des Oberkomandos der Wermacht (Cap de l'Estat Major de les Forces Armades); tot i que el poder real restava en mans del generalmajor Alfred Jold, tècnicament assistent de Keitel com a Chef del Wehrmachtführungsamt (Cap d'Estat Major d'Operacions)
El Oberbefehlshaber des Heeres (Cap de l'Alt Comandament de l'Exèrcit) fins al 19 de desembre de 1941, quan Hitler el rellevà per ell mateix, va ser el generalfeldmarshall Walter von Brauchitsch, assistit pel generaloberst Franz Halder com a Chef des Generalstabes des Heeres (Cap de l'Estat Major General). Les Waffen-SS, establertes l'1 de desembre de 1939, tècnicament mai no va formar part de la Wehrmacht, tot i que passà a estar sota el control de l'Alt Comandament de l'Exèrcit.

### Intel·ligència
L'Abwehr va ser l'organització d'intel·ligència alemanya entre 1921 i 1944. El terme "Abwehr" (contraintel·ligència en alemany) va emprar-se com a concessió a les exigències aliades que les activitats d'intel·ligència alemanyes posteriors a la I Guerra Mundial només podrien ser amb propòsits defensius. A partir del 4 de febrer de 1938 el seu nom passà a ser Amt Ausland/Abwehr im Oberkommando der Wehrmacht (Departament/Oficina de Defensa d'Ultramar de l'Alt Comandament de les Forces Armades)

### Divisió geogràfica

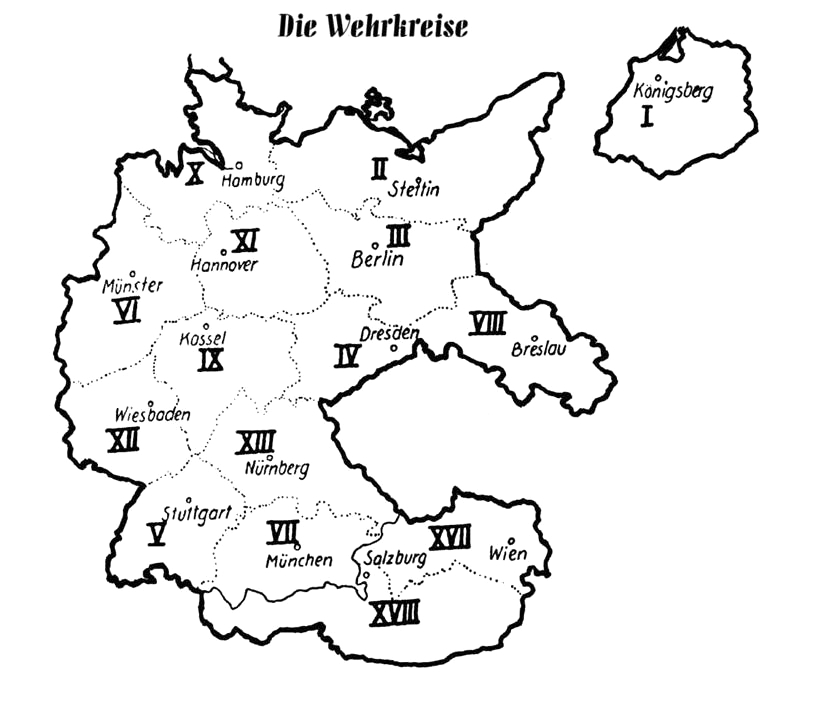
Els Wehrkreis després del Anschluß.

L'Alemanya Nazi va fer servir el sistema de districtes militars (alemany: Wehrkreis) per tal de rellevar als comandants de camp de tota aquella tasca administrativa que fos possible, així com per poder lliurar lleves regulars de soldats entrenats i subministraments a les forces de camp. El mètode adoptat per l'OKW va ser separar l'Exèrcit de Camp (Oberbefehlshaber des Heeres) del Comandament Local (Heimatkriegsgebiet), deixant les responsabilitats de lleva, reclutada, subministraments i equipació al Comandament Local.
El comandant d'un Cos d'infanteria també comandava el Wehrkreis en igualtat de condicions en temps de pau, però amb l'esclat de la guerra el comandament del Wehrkreis passà a segona fila.
Abans de l'inici de la guerra, hi havia 4 Cossos d'Exèrcit Motoritzats (Armeekorps (mot.)), que eren en efecte ajuts per controlar l'entrenament de les formacions Panzer i Lleugeres, i que no tenien districtes militars corresponents, però que eren proveïts de reclutes i subministraments pels districtes on tenien el Quarter General o les formacions subordinades tenien les casernes. Els districtes estaven organitzats en una jerarquia que incloïa el Quarter General d'Àrea (Wehrersatzbezirk Hauptquartier) i el Quarter General de Sub-Àrea (Wehrbezirk Hauptquartier).

### Les branques del Heer

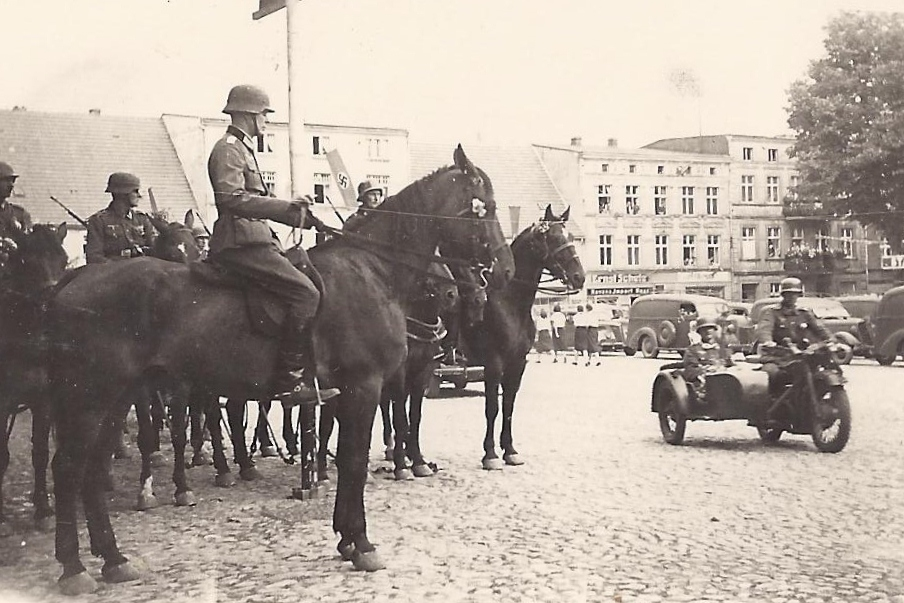
Tropes de cavalleria, 1939.

En la mobilització del 26 d'agost de 1939 el Heer estava dividit en el Feldheer (Exèrcit de Camp), per atacar l'enemic; i el Ersatzheer (Exèrcit de Reserva), a Alemanya en suport.
L'exèrcit de cap estava constituït per 3 tipus de tropes:
1. Fechtende Truppen (tropes de combat):
- Estats Majors (de les Forces Armades i Alts Comandaments de l'Exèrcit; Estat Major General; Grup d'Exèrcits; Exèrcit i Cos)
- Infanteria (de línia, motoritzada, lleugera i de muntanya), Comando i unitats penals
- Tropes mòbils (cavalleria, cuirassats, infanteria mecanitzada, unitats de reconeixement i antitancs)
- Artilleria
- Enginyers
- Senyals

2. Versorgrunsgstruppen (tropes de subministrament)
- Unitats de Transport
- Unitats Mèdiques
- Unitats Veterinàries
- Unitats de Guàrdia
- Policia Militar

3. Sicherungstruppen (tropes de seguretat)
- Unitats de rereguarda
- Unitats se segona línia (landeschützen)
- Batallons de camps de presoners de guerra
- Capellans
- Músics
- Especialistes (Sonderführer)

#### Organització dels Exèrcits de Camp i de Lleva
El Heer no tenia una organització fixa. Va haver-hi 5 grups d'exèrcits: dos (Nord i Süd per la campanya de Polònia i tres més A, B i C per a les campanyes occidentals. Cadascun d'ells estava format per dos o tres exèrcits, amb uns 400.000 homes. Hi havia uns 14 Exèrcits (Armee), format per tres o quatre cossos, amb uns 200.000 homes i, a partir de juny de 1940, dos Cossos Cuirassats (Panzergruppe) (Panzergruppe von Kleist i Panzergruppe Guderian), cadascun dels quals disposava de 3 cossos motorizats.
Hi havia 33 cossos (Korps) (1, 2, 3, 4, 5, 6, 7, 8, 9, 10, 11, 12, 13, 17, 21, 23, 24, 25, 26, 27, 28, 29, 30, 38, 40, 42, 43, 44, 46, 47, 48 i 49), cadascun amb entre dues i cinc divisions d'infanteria i uns 60.000 homes, i set cossos motoritzats (Korps (mot.)) amb dues o tres divisions cuirassades o motoritzades i un (XV) amb tres divisions lleugeres. Una divisió de cavalleria i les quatre divisions de muntanya estaven directament sota el control dels seus exèrcits respectius.
Durant el període de Blitzkrieg es formaren 143 divisions d'infanteria. A més de les 35 divisions existents en temps de pau, hi havia divisions de veterans o de reservistes sense entrenament o reclutes de la Polònia i la Txecoslovàquia ocupades, a més de nou divisions de lleva. Cada divisió d'infanteria (Infanteriedivision) de 16.977 homes estava formada per 3 regiments d'infanteria a més d'unitats divisionàries de suport: un regiment d'artilleria format per quatre batallons, un batalló de reconeixement, (amb esquadrons muntats, ciclistes i de suport); un batalló antitancs, un batalló d'enginyers i un batalló de transmissions; serveis de divisió (d'1 a 10 columnes de transport motoritzades o a cavall), una companyia mèdica, un hospital motoritzat de camp; una unitat de policia militar i una de servei postal.
Un regiment d'infanteria (Infanterieregiment), format per 3.049 homes, tenia 3 batallons d'infanteria, una companyia d'artilleria de 180 homes i una companyia anti-tanc de 170 homes. Un batalló (bataillon) de 860 homes tenia 3 companyies de fusellers i una companyia de suport de metralladores formada per 190 homes. Una companyia de fusellers (Schützenkompanie), de 201 homes, tenia 3 seccions de fusellers (Schützenzug), cadascun amb 50 fusellers, format per un estat major de secció, un equip de granades i quatre escamots de 10 homes.
Totes les unitats d'una divisió motoritzada (Infanteriedivision (mot)) eren cuirassades o motoritzades, i a inicis de 1940, les divisions motoritzades quedaren reduïdes a 2 regiments motoritzats, amb un total de 14.319 homes. Una divisió de muntanya (Gebirgsdivision) disposava de 14.131 homes amb dos regiments de muntanya de 6.506 homes, a més d'unitats de suport i serveis, tots ells de muntanya.
Una divisió cuirassada (Panzerdivision), formada per 14.373 homes, tenia una brigada cuirassada (2 regiments de 1.700 homes dividits en dos batallons) i una brigada de fusellers motoritzats de 4.409 homes (regiment de fusellers i batalló motoritzat), amb la resta d'unitats de suport i de serveis sent motoritzades o cuirassades.
Una divisió lleugera (Leichte Division), d'entre 10.000 i 11.000 homes, tenia entre 1 i 4 batallons de 638 homes, i un o dos regiments de cavalleria motoritzada de 2.295 homes, abans de ser reorganitzades com a divisions cuirassades (6a, 7a, 8a i 9a) entre octubre de 1939 i gener de 1940. la 1a Divisió de Cavalleria (1. Kavalleriedivision) tenia 4 regiments muntats (Reiter) de 1.440 homes (cadascun amb dos batallons muntats), un regiment de cavalleria (Kavallerie) (un batalló muntat i un altre ciclista) i un batalló ciclista, amb la resta d'unitats de suport sent motoritzades o muntades.
Per a la campanya de Rússia el Heer s'organitzà igual que per les campanyes Occidental i dels Balcans, amb tres (a partir de 1942, cinc) grups d'exèrcits abans ja desplegats a Occident. Cadascun dels grups d'exèrcits (Heeresgruppe), inicialment d'un milió d'homes comandats per un Generalfeldmarschall, controlava les tropes del Quartet General del Grup i tres o quatre exèrcits. Un exèrcit d'infanteria (Armee, format per 200.000 homes comandat per un Generaloberst, disposava de les tropes de quarter general i entre dos i cinc cossos, a vegades reforçats per un cos cuirassat (un Panzergruppe, i a partir del gener de 1942 elevat a "Exèrcit Panzer" (Panzerarmee), amb cos Panzer i motoritzat (que a partir de juliol de 1942 passarien a anomenar-se també "Panzer"). El 20è Exèrcit de Muntanya operà independentment a l'Àrtida, directament controlat des del OKW.

## Els membres del Heer
El 16 de març de 1935 Hitler es deslligà unilateralment del Tractat de Versalles. L'1 d'octubre la nova organització de l'exèrcit comprenia un total de 12 cossos; 36 divisions i un total de 300.000 homes.
El març de 1935 es reimplantà el servei militar obligatori.
Aquest fet obrí l'accés a un nombre molt elevat de feines de prestigi i ben remunerades en el cos d'oficials, de manera que d'un percentatge d'un 2% de batxillers que s'allistaven el 1933 es passà a un percentatge superior al 20% el 1935 i a un 28% el 1937.
En la "Llei Militar" o "Llei de Defensa Nacional" del 21 de maig de 1935 s'establí que:
- el Servei Militar era un servei d'honor a la nació alemanya (paràgraf 1, punt 1)
- tot home tenia el deure de servir militarment (paràgraf 1, punt 2)
- en cas de guerra, tot home i tota dona alemanya té l'obligació de prestar serveis a la pàtria (paràgraf 1, punt 3)
- el servei militar obligatori s'estén des dels 18 anys d'edat fins al 31 de març de l'any que segueix als 45 anys d'edat (paràgraf 4)[45]

Òbviament, els jueus quedaven descartats per complir el servei militar (paràgraf 15)
Així doncs, tots els alemanys sans i no jueus havien de servir a l'exèrcit per un any (període allargat a dos anys l'agost de 1936), després d'haver complert el període obligatori de sis mesos al Servei Laboral del Reich Així doncs, en el moment de l'inici de la guerra, hi havia prop de 750.000 homes al servei actiu i més d'un milió a la reserva.
El 1936 s'allargà a dos anys el període d'instrucció dels joves cridats a files. El nou règim totalitari també va influir de manera terminant a les files del cos militar, no sense algunes reserves lògiques provinents del cos tradicional prussià. Amb tot, l'assimilació de la ideologia nacionalsocialista no tindria el mateix curs i la mateixa força que s'havia efectuat a la resta de l'aparell estatal i institucional alemany. no obstant, alguns oficials superiors ja havien convertit el Wehrmachtamt en un centre polític-militar per a la discussió i enlairament de les idees i conceptes netament professional. el general von Blomberg, nou ministre de la guerra, va col·laborar a estrènyer els lligams entre l'exèrcit i el partit, sent respectat des del primer moment en exercir el seu comandament ministerial amb suficients dots professionals i personals. d'altres destacats oficials de l'estat major van col·laborar amb Hitler i li van jurar eterna lleialtat, com el general von Reichenau.
A partir de 1935, la nova organització del Heer marcà a foc també els sotsoficials al punt de subministrar-los un nou reordenament. A l'igual que els oficials, la majoria dels sotsoficials d'infanteria sortien graduats de l'Escola de Potsdam. Els aspirants rebien una instrucció minuciosa i complerta, donada la gran importància que es donava al sotsoficial dins de l'exèrcit. Se li inculcava un enorme esperit militar, d'activitat i servei. A Alemanya, "el sotsoficial era el motor poderós que movia l atropa i l'exemple i el model vivent, en el qual només observar-lo, el soldat s'instruïa i s'educava". El reclutament dels sotsoficials d'altres armes es realitzava en els corresponents regiments. Després d'un any de servei s'escollien entre 20 i 22 soltats per unitat. Aquests rebien una instrucció de quatre setmanes per preparar-se per a les noves tasques com a caps de grup= Posteriorment se'ls promovia al rang de gefreiter, gran que tenien durant tot el segon any d'estudis, com a auxiliars de la instrucció dels soldats. en finalitzar el segon any de servei de l'aspirant, i superats els exàmens corresponents, eren donats d'alta com a unteroffizier (després de signar un contracte per 12 anys) i se'ls donava una instrucció de perfeccionament tècnic. Aquells que optaven per no continuar, es reintegraven a la vida civil com a sotsoficials de la reserva.
A l'igual que en d'altres països, s'establí una gran varietat de nous honors i medalles a fi de recompensar la valentia en combat, i els comandaments que tenien èxit eren ràpidament recompensats amb ascensos. Hitler, qui mai confià plenament en la cúpula de l'exèrcit, veié aquestes promocions com una manera de vincular a la seva voluntat l'alt comandament. A més, la promoció no implicava només un augment del sou, sinó també plusos; i el mateix Hitler no feia escarafalls a fer servir la seva fortuna personal per atorgar grans quantitats en metàl·lic a l'alt comandament. Així doncs, l'expectativa de rebre de mans de Hitler un regal així va influir en el comportament de molts alts comandant; per molt que volguessin deixar clara la seva adhesió a les tradicionals virtuts militars prussianes, com la modèstia, la frugalitat i un marcat sentit de l'honor.
Els membres de menor rang del cos d'oficials mostraven característiques semblants, tot i que hi havia diferències que obeïen al fet que provenien de grups d'edats més joves. L'oficial tipus provenia majoritàriament de la classe mitja o mitja-alta, instruïda i professional, i que ja acumulaven anys de servei (en molts casos remuntant-se a la República de Weimar). Gairebé la meitat podia pertànyer a una organització nazi d'un tipus o d'altre. Podien optar a condecoracions més fàcilment que els seus homes, així com millors possibilitats de carrera (suposant que sobrevisquessin). Però a mida que augmentava la guerra, amb un nombre de baixes excepcionalment alt entre el cos d'oficials, la situació es complicà per l'edat relativament avançada de l'alt comandament degut a l'estancament del Reichwehr i la necessitat de reactivar oficials ja retirats. A més, l'intent de suplir els oficials caiguts mitjançant cursos intensius entre els rangs inferiors per promocionar provocaren que molts d'aquests nous oficials no tinguessin les qualificacions necessàries per ocupar aquell càrrec.
Els pocs reemplaçaments d'oficials estaven formats principalment per homes joves i inexperts; i per cobrir les vacants de sotsoficials promoguts a oficials, va haver-se de promoure a sotsoficial a molts soldats rasos, de manera que cada cop més els càrrecs de responsabilitat al camp de batalla requeia en menys homes els quals, professionalment, eren decebedors.

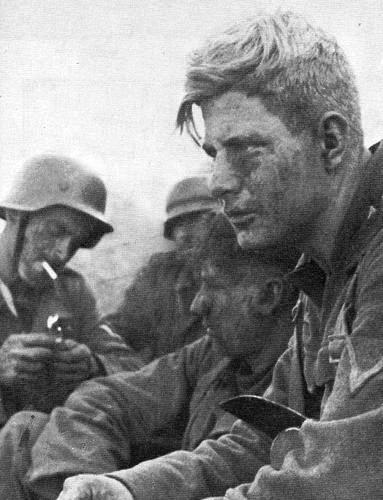
Veterà del Front Oriental

Pels soldats corrents, el marc institucional on vivien i lluitaven va ser sorprenentment estable durant tota la guerra. En començar la guerra, la generació més jove de soldats, majoritàriament nascuda entre 1921 i 1926, havia viscut sota la propaganda i l'educació nazi, es demostrà com la que tingué un comportament més cruel vers els vençuts en general i els jueus en particular. Les tropes lluitaven de manera intermitent, de manera que la tropa es mantingué relativament cohesionada i amb un sentiment d'estabilitat que afermava la lleialtat i la camaraderia. A mida que la guerra avançava, i sobretot després de l'inici de la invasió de la Unió Soviètica, les tropes alemanyes patien un enorme nivell de baixes: només a finals de juliol de 1941, ja el 10% de la força d'invasió havia mort, estat ferida o havia desaparegut, havent ja consumit la major part del personal disponible i amb molt poques tropes de refresc per enviar al combat. L'administració militar intentà que els nous reclutes provinguessin de la mateixa part d'Alemanya que els soldats que s'incorporaven; i els homes que s'havien restablert de les seves ferides fossin retornats als seus antics regiments, de manera que mantinguessin una certa homogeneïtat social i cultural. Aquesta pràctica, encara que administrativament era molt incòmoda, va ser en canvi molt positiva per la moral, en tant que els homes podien considerar la seva unitat una mena de "llar" a la que sempre podrien tornar Es mantingué un entrenament continuat per assegurar que els nous reclutes fossin combatents efectius en arribar a destí; però les creixents pèrdues ocasionaren que molts regiments no poguessin recuperar una fortalesa plena; però a mida que avançava la guerra el nivell de preparació i moral dels reemplaçaments era considerat com a enormement dolent, i amb una mancança cada cop major de soldats amb un entrenament específic. Aquesta manca de soldats experts va ocasionar que encara hi hagués un nivell de baixes més alt entre els homes mal entrenats. La homogeneïtat relativa de cada divisió suposà que les lleialtats primordials del grup van romandre bàsicament intactes al sí de la divisió durant tot el conflicte. la base per a la conducta cruel de les tropes a l'est no va ser la desintegració d'aquestes lleialtats, sinó la seva persistència en una barreja de veterans experimentats i cada cop més cínics i deshumanitzats amb un flux de nois nazificats. L'alt nombre de baixes provocà una mancança de personal, la qual cosa significaven llargues hores de guàrdia amb una conseqüent falta de son, que juntament amb la incessant tensió tenien un efecte afeblidor sobre les tropes, fent-les cada cop més apàtiques.
El 15 d'agost de 1942 Hitler donà ordre de retirat de la línia el front el darrer fill supervivent de cada família que hagués perdut a més d'un fill, car, segons afirmà, en vista de la base genètica òbviament valerosa i abnegada d'aquestes famílies, "la nació i l'Estat té interès en que les vostres famílies no desapareguin".
A mida que la guerra avançava s'intensificà l'adoctrinament polític que se sotmetia a oficials i sots-oficials, i d'ací a la tropa, sumant-se al que ja havien rebut a l'escola, a les Joventuts Hitlerianes i als mitjans de comunicació de Goebbels.. A partir de finals de 1943 s'introduí una mena de paral·lelisme amb els comissaris polítics soviètics., fent que, a mida que les derrotes se succeïen en el temps, les ordres i instruccions dels oficials tenien un contingut cada cop més nazi. Òbviament això deixà una gran quantitat d'oficials i homes indiferents, si no hostils, a la ideologia nazi (depenent de l'edat); però sí que sorgiren efecte a la tropa i van tenir el seu paper en la voluntat de lluitar fins al final. Aquest component ideològic era molt menys extrem al front occidental, en tant que hi havia menys prejudicis populars contra els europeus occidentals que contra els eslaus, els jueus i el bolxevisme

A més d'aquest component ideològic, els homes lluitaven per temor: temor a què els passaria si es rendien a l'enemic o què els passaria a les seves famílies. El Heer comptava amb els seus propis tribunals militars. Molts processos tenien a veure amb el delicte imprecisament definit com "subversió de la moral de combat" (on cabia des d'expressions derrotistes a automutilacions, passant per la crítica al règim o als seus superiors), on l'acusat podia ser fàcilment condemnat a mort. Per contra, eren relativament pocs els processos per delictes com el saqueig, les violacions o els assassinats contra la població civil (havent màniga ample vers l'afusellament d'enemics capturats.). Es calcula que van haver prop de 3 milions de processos; dels quals no menys de 30.000 van acabar amb la imposició de la pena de mort. Actuant com a comandant de les Forces Armades, Hitler dictà un conjunt de pautes que prescrivien els càstigs més draconians, i urgint a la sentència s'acomplís el més aviat possible un cop dictada.

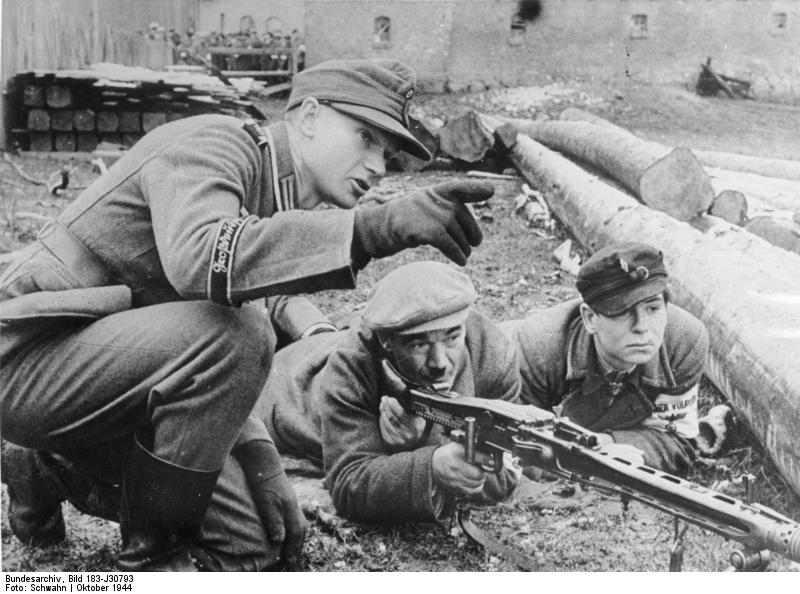
El Volkssturm: un home d'edat avançada aprèn el funcionament d'una metralladora pesada al costat d'un noi

Durant el temps en què les tropes no eren castigades amb excessiva crueltat, els civils i els presoners també van ser tractats decentment
A partir de maig de 1943 es decidí castigar també l'homosexualitat, castigant-se els casos més greus (com es volgués definir-los) amb pena de mort i, en d'altres casos, amb un llicenciament deshonrós de l'exèrcit, el confinament a un camp de càstig o la comunicació a la policia.
A finals de 1943 començà el reclutament d'homes d'edat avançada, fins a arribar al 26 de setembre de 1944 quan, en un intent desesperat de fer front a la mancança de personal militar, Hitler ordenà la creació de la "Tempesta del Poble" (Volkssturm, en virtut del qual tots els homes entre 16 i 60 anys eren requerits a prendre les armes.

## Les unitats estrangeres
A més dels seus aliats romanesos, hongaresos, finesos, eslovacs i italians, els alemanys desplegaren una gran quantitat de voluntaris no alemanys amb uniforme alemany al Front Oriental, lluitant per aconseguir un lloc privilegiat després de la victòria alemanya.
El 20 de juliol de 1941, el dictador espanyol Francisco Franco, tot i que Espanya era un país neutral, permeté la formació de la 250a Divisió d'Infanteria (la Divisió Blava), formada per 18.693 homes provinents de l'exèrcit i de les milícies de Falange Espanyola, en gratitud a l'ajut alemany durant la Guerra Civil Espanyola. Els voluntaris espanyols van lluitar a Leningrad i a Volkhov fins al 20 d'octubre de 1943 fins que Franco, sotmès a les pressions dels Aliats, va fer que fossin repatriats. Malgrat això, 1.500 voluntaris decidiren quedar-se, formant la Legión Española de Voluntarios ("Legió Espanyola de Voluntaris"), que no seria repatriada fins al març de 1944, deixant dos batallons espanyols a l'Exèrcit de Lleva.
El 369è Regiment Reforçat Croata d'Infanteria va ser format a partir de 3.000 voluntaris croats i bosnis al juliol de 1941, unint-se a la 100a Divisió d'Infanteria Lleugera, lluitant a Ucraïna, fins a rendir-se a Stalingrad el gener de 1943. Les forces croates, que acabarien sumant 3 divisions d'infanteria (369, 373 i 392) van lluitar a Croàcia fins al maig de 1945.
El 638è Regiment Reforçat Francès d'Infanteria va ser format el 27 d'octubre de 1941, lluitant amb el 4. Panzerarmee a Moscou abans de ser relegats a operacions antipartisanes a Polònia i Belarús, i de ser finalment traspassats a les Waffen-SS l'1 de setembre de 1944.
La Legió Valona va ser organitzada com el 373è Batalló Való d'Infanteria el 8 d'agost de 1941 amb 860 belgues francòfons membres del Partit Rexista, servint al sud de Rússia amb la 100a Divisió d'Infanteria Lleugera i al Caucàs amb la 97a divisió de fusellers, abans de ser traspassades a les Waffen-SS l'1 de juny de 1943.
A partir de setembre de 1943 els aliats europeus dels alemanys començaren a desertar de la causa de l'Eix, tot i que petits grups de soldats d'aquests països lluitaren a les unitats nacionals de les Waffen-SS, mentre que alguns búlgars, hongaresos i romanesos serviren una unitat de construcció del Heer o com a soldats de lleva de manera individual.

### LesOsttruppen

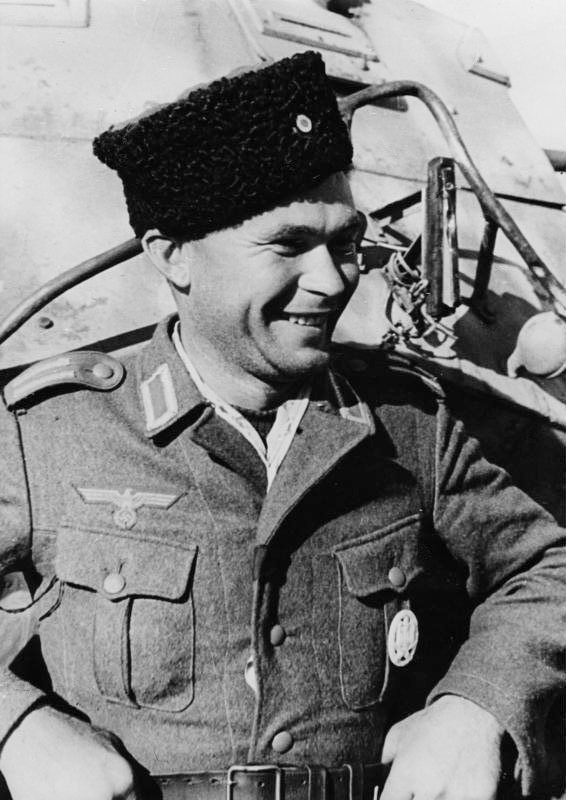
Un Hilfswillige cosac, servint al Front Oriental, gener de 1943

Les divisions alemanyes del Front Oriental reberen amb sorpresa la munió de civils i de tropes soviètiques que els oferien els seus serveis; i ben aviat tots aquests homes van ser emprats en tasques manuals en totes les unitats i, en cas d'emergència, com a reforços de combat. El setembre del 1941 Hitler sancionà les lleves de ciutadans soviètics com a "auxiliars" (Hilfswillige, habitualment abreujat com Hiwis), insistint sense èxit en que havien d'estar desarmats. Cap al 1943 s'estimà que havien uns 250.000, i les divisions alemanyes podien tenir-ne fins a un 15% de la seva força divisional.
El 29 d'agost de 1941 els alemanys organitzaren els primers voluntaris en unitats armades (10 batallons i el regiment antipartisà –Freijägerregiment) al Grup d'Exèrcits Nord, i 5 batallons de combat (Kampfbataillone) al Grup d'Exèrcits Centre. Ben aviat es demostrà la seva vàlua en combat, i el 6 d'octubre de 1941 es va permetre que fossin allistats en massa com a "Tropes Orientals" (Ostruppen). La primera unitat cosaca de l'exèrcit Alemany va ser el 436è Regiment d'Infanteria, creat el 22 d'agost de 1941; i a l'octubre següent ja existien 11 esquadrons cosacs de cavalleria per a tasques antipartisanes en divisions de seguretat, o per a reconeixement muntat en unitats panzer. A finals de 1942 van ser augmentats a 11 batallons; arribant a ser 3 regiments muntats, 3 d'infanteria i 6 batallons d'infanteria cosacs.
A partir del 15 de novembre de 1941 es crearen 7 companyies de seguretat a partir de soviètics del Caucas i de l'Orient Mitjà, i al 1942 van augmentar en 6 "legions orientals" (Ostlegionen) a Polònia: armenis, azerbaidjanesos, georgians, del nord del Caucas (ossetes, txetxens i Ingúixos), del Turkestan (kazakhs, kirguís, tadjics, turcmans, Uzbeks, etc.) i Tàrtars del Volga (tàrtars de Kazan, baixkirs, txuvaixos, udmurts, etc.) Amb la caiguda de Stalingrad les legions reclutaren voluntaris civils en batallons d'ordenança, construcció i transport. Els antics membres de l'Exèrcit Roig formaren 34 batallons d'infanteria i 28 batallons de camp, però només 28 d'aquests batallons entraren en acció al Front Oriental, principalment al Caucas.
Des de l'1 d'octubre de 1942 les unitats russes, estonianes, belarusses i ucraïneses van ser denominades "batallons orientals", servint principalment al Grup d'Exèrcits Centre. Cada batalló (Ostbataillon), d'uns 950 membres, estava a les ordres d'un comandant alemany i un quadre de 36 oficials i sots-oficials alemanys. Al gener de 1943 els 48 batallons orientals (llevat dels batallons estonians 658-660) i tots els Hiwis russos, belarussos i ucraïnesos van ser nominalment units com l'Exèrcit Rus d'Alliberament (Russkaya Osvoboditel'naya Armiya, o ROA).

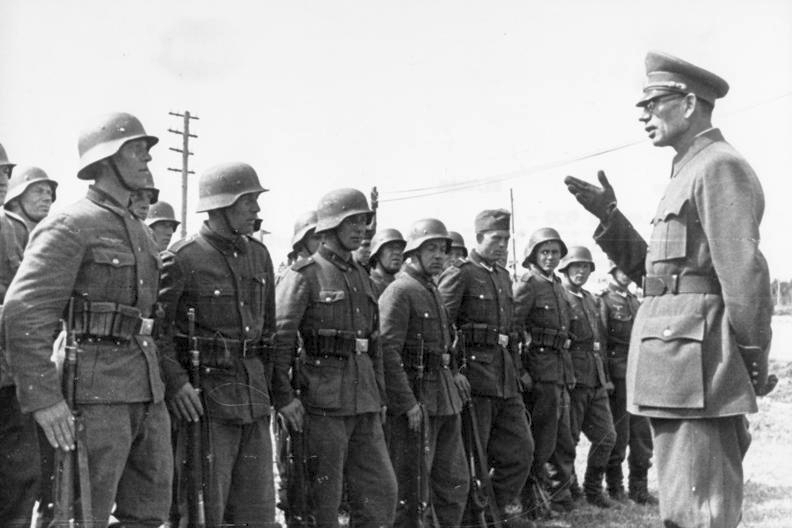
El general Andrei Vlàssov amb soldats del ROA.

Les tropes bàltiques van rebre un tractament preferencial respecte a les altres nacionalitats soviètiques L'1 de gener de 1943 les tropes estionianes van ser reorganitzades en la 657 Companyia Estoniana, i finalment serien traspassats a les Waffen-SS el 24 d'abril de 1944. En total es formaren 22 batallons bàltics durant la primavera i l'estiu de 1944.
A partir de l'1 de juliol de 1944 les Osttruppen van passar a anomenar-se Freiwillige ("Voluntaris"), en reconeixement de la seva contribució vital a l'esforç de guerra alemany. La majoria d'unitats van ser desplegades a la reraguarda, en tasques de seguretat, construcció i transport, car els alemanys no volien provar la seva lleialtat en combat contra els soviètics; i encara que alguns homes (i en alguna ocasió unitats senceres) desertaren a les línies soviètiques, representaren només una petita proporció dels estimats 800.000 antics ciutadans soviètics que serviren a la Wehrmacht, a les Waffen-SS i a d'altres organitzacions paramilitars alemanyes. Tots els voluntaris van ser plenament integrats a les divisions alemanyes; i a partir del 24 d'octubre de 1944 s'aprovà la lleva de hiwis polonesos. En total serviren 71 batallons de Hiwis al Front Oriental; però a partir d'octubre de 1943, 42 batallons van ser enviats a Bèlgica, Dinamarca, França i Itàlia.
El 14 de novembre de 1944 el ROA va passar a ser anomenat "Forces Armades del Comitè per l'Alliberament dels Pobles Russos" (Voorujenni'y Sili' Komiteta Osvodobojdeniya Narodov Rossii - VS-KONR), amb uns 50.000 membres, tot i que el nom ROA mai no deixà d'emprar-se. La 1a Divisió va ser formada l'1 de desembre de 1944, lluitant al Front de l'Oder fins l'abril de 1945, abans de canviar de bàndol i ajudar els insurgents txecs a alliberar Praga dels alemanys al maig de 1945. Tot i que es publicità un Exèrcit d'Alliberament Ucraïnès (Ukrainske Vyzvolne Viysko), aquest mai no es formà.
El 4 d'agost de 1943 es formà la 1a Divisió Cosaca amb 6 regiments de cavalleria (1r i 5è del Don, 2n Siberià, 3r i 4t Kuban i 6è Terek), unitats de suport i serveis. Serví a Croàcia des d'octubre de 1943 i al novembre de 1944 passà a estar sota el control de les Waffen-SS, dividits en la 1a i la 2a Divisió i formant el XV Cos de Cavalleria Cosaca. Nou batallons independents d'infanteria i dinou de cavalleria van lluitar al Front Oriental amb els alemanys.
Pel juliol de 1943, després de la desfeta alemanya a Kursk, la retirada alemanya era inexorable, i gran part del territori natal de les tropes voluntàries estava sent reconquerit pels soviètics. Així doncs, per tal d'evitar el risc de desercions i motins, a partir d'octubre de 1943 67 batallons van ser enviats a l'Europa Occidental, per augmentar la força destinada a l'Atlantikwall i 24 van ser enviats al Front italià.
Aquests trasllats van provocar un gran canvi en la moral de les tropes, traslladats lluny del seu territori familiar i enviats a lluitar contra els Aliats Occidentals en comptes de contra l'Exèrcit Roig, tal com els alemanys els havien promès. Malgrat això, demostraren la seva vàlua en combat, amb 23 batallons servint al Grup d'Exèrcits B a la campanya de Normandia, perdent 10 batallons; i 11 batallons servint amb el Grup d'Exèrcits G al sud de França. Les Legions Orientals, reclutades per alliberar el Transcaucas i l'Àsia central, es demostraren més problemàtiques: al juliol de 1944 part del 799è Batalló Georgià desertà a les línies aliades, i el 627è Batalló de Tàrtars del Volga s'amutinà; i el 5 d'abril els batallons 803r del Caucas Nord i 822 Georgià, destinats a l'illa de Texel, es posicionaren a favor dels Aliats, fent front als contraatacs alemanys fins al 17 d'abril.

## Doctrina i tàctiques
La doctrina operativa alemanya emfatitzava els moviments de pinça i laterals amb l'objectiu de destruir les forces enemigues el més ràpidament possible. Aquest enfocament, conegut com Blitzkrieg, va ser una doctrina operativa fonamental en l'èxit de les ofensives a Polònia i França. Molts historiadors han considerat que la Blitzkrieg té les seves arrels en preceptes desenvolupats per Fuller, Liddel-Hart i von Seeckt, i fins i tot amb prototips antics practicats per Alexandre, Genguis Kan i Napoleó. Estudis recents de la batalla de França també suggereixen que les accions de Rommel o Guderian o d'ambdós (tots dos havien contribuït al desenvolupament teòric i a les primeres pràctiques del que més tard esdevingué la Blitzkrieg abans de la Segona Guerra Mundial), ignorant les ordres dels superiors que mai havien fet cas va preveure èxits tan espectaculars i, per tant, es van preparar plans molt més prudents, es van combinar en una doctrina amb un propòsit i van crear el primer arquetip de Blitzkrieg, que després va guanyar una reputació temible que va dominar la ment dels líders aliats. Així, la Blitzkrieg va ser reconeguda després dels fets, i mentre va ser adoptat per la Wehrmacht, mai es va convertir en la doctrina oficial ni es va acostumar a tot el seu potencial perquè només una petita part de la Wehrmacht va ser entrenada per a això i els líders clau dels més alts nivells es van centrar només en certs aspectes o fins i tot no ho van entendre.
Max Visser argumenta que l'exèrcit alemany es va centrar a aconseguir un alt rendiment de combat en lloc d'una alta eficiència organitzativa (com l'exèrcit estatunidenc). Va posar èmfasi en l'adaptabilitat, la flexibilitat i la presa de decisions descentralitzada. Els oficials i els suboficials van ser seleccionats en funció del caràcter i entrenats per a un lideratge de combat decisiu. El bon rendiment en combat va ser recompensat. Visser argumenta que això va permetre a l'exèrcit alemany aconseguir un rendiment de combat superior en comparació amb una doctrina organitzativa més tradicional com la estatunidenca; tot i que això es compensaria finalment amb l'avantatge numèric i material superior dels Aliats, Visser argumenta que això va permetre a l'exèrcit alemany resistir molt més temps que si no hagués adoptat aquest mètode d'organització i doctrina. Peter Turchin informa d'un estudi del coronel estatunidenc Trevor Dupuy va trobar que l'eficiència de combat alemanya era més alta que l'exèrcit britànic i estatunidenc: si s'assignava una eficiència de combat d'1 als britànics, els estatunidencs tenien una eficiència de combat d'1,1 i els alemanys de 1.45. Això significaria que les forces britàniques haurien de comprometre un 45% més de tropes (o armar les tropes existents més fortament a la mateixa proporció) per tenir una possibilitat igualada de guanyar la batalla, mentre que els estatunidencs haurien de comprometre un 30% més per tenir una oportunitat igualada.

### Tàctiques

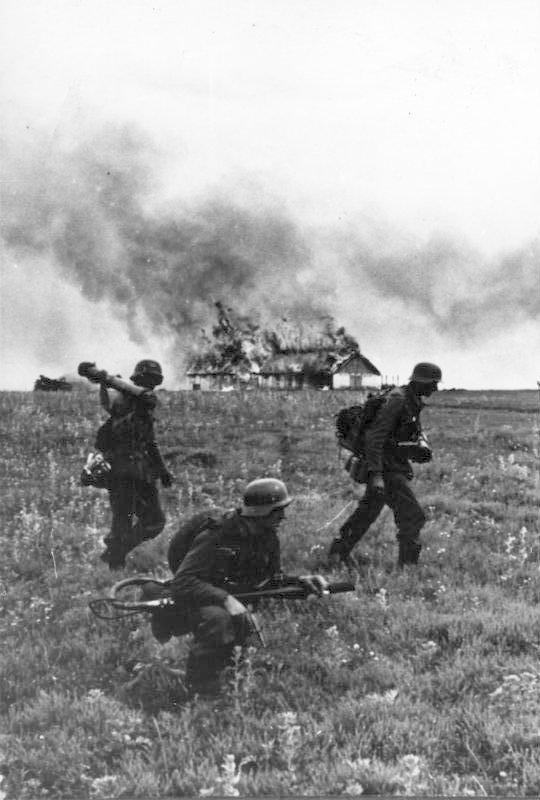
Soldats de la Divisió Großdeutschland durant l'Operació Barbarroja, 1941

La força militar de l'exèrcit alemany es va gestionar mitjançant tàctiques basades en missió (Auftragstaktik) (en lloc de tàctiques detallades basades en ordres), i una disciplina gairebé proverbial. Un cop començada una operació, ja fos ofensiva o defensiva, la rapidesa en resposta a les circumstàncies canviants es considerava més important que una planificació acurada i la coordinació dels nous plans.
En l'opinió pública, l'exèrcit alemany era i de vegades es veu com un exèrcit d'alta tecnologia, ja que les noves tecnologies que es van introduir abans i durant la Segona Guerra Mundial van influir en el desenvolupament de la doctrina tàctica. Aquestes tecnologies van ser destacades per la propaganda, però sovint només estaven disponibles en petit nombre o al final de la guerra, ja que els subministraments generals de matèries primeres i armament es van reduir. Per exemple, mancant de vehicles de motor suficients per equipar més d'una petita part del seu exèrcit, els alemanys van optar per concentrar els vehicles disponibles en un petit nombre de divisions que havien de ser totalment motoritzades. Les altres divisions van continuar confiant en cavalls per remolcar l'artilleria, altres equips pesats i vagons de subministrament i els homes marxaven a peu o en bicicletes. En el punt àlgid de la motorització, només el 20% de totes les unitats estaven totalment motoritzades. El petit contingent alemany que lluitava al nord d'Àfrica estava totalment motoritzat (confiar en cavalls al desert era gairebé impossible perquè de la necessitat de transportar grans quantitats d'aigua i farratge), però la força molt més gran que va envair Rússia el juny de 1941 només comptava amb uns 150.000 camions i uns 625.000 cavalls (a Rússia l'aigua era abundant i durant molts mesos de l'any els cavalls podien alimentar-se, així reduir la càrrega de la cadena de subministrament). Tanmateix, la producció de nous vehicles de motor per part d'Alemanya, fins i tot amb l'explotació de les indústries dels països conquerits, no va poder seguir el ritme de la gran pèrdua de vehicles de motor a Rússia durant l'hivern de 1941-1942. Des de juny de 1941 fins a finals de febrer de 1942, les forces alemanyes a Rússia van perdre uns 75.000 camions per desgast mecànic i danys de combat, aproximadament la meitat del nombre que tenien al començament de la campanya. La majoria d'aquests es van perdre durant la catastròfica retirada davant la contraofensiva russa del desembre de 1941 al febrer de 1942. Una altra pèrdua substancial es va produir durant la derrota del Sisè Exèrcit a la Stalingrad l'hivern de 1942-1943. Així, hi va haver períodes en què el percentatge d'unitats motoritzades es va reduir fins al 10%.
Els alemanys van adaptar la seva tàctica a aquesta situació separant les seves forces en dues categories de mobilitat: les formacions d'infanteria (aquelles divisions que depenen de caminar, bicicletes i cavalls) i les "formacions ràpides" ("schnelle Verbaende", les divisions d'infanteria blindada i motoritzada).
En les operacions ofensives, les formacions d'infanteria s'utilitzaven per atacar més o menys simultàniament a través d'una gran part del front per tal de fixar les forces enemigues davant d'elles i cridar l'atenció sobre elles mateixes, mentre que les formacions mòbils es concentraven en una (per exemple a la conquesta de França el 1940, en les diferents ofensives a la Nord d'Àfrica i en la contraofensiva final a Bèlgica el 1944) a quatre concentracions (per exemple tres concentracions a Polònia i quatre a l'Operació Barbarroja a Rússia) que cada un va atacar només sectors estrets del front, trencant-se amb la rereguarda enemiga i envoltant-lo. Algunes formacions d'infanteria van seguir el camí de les formacions mòbils, netejant, ampliant el passadís fabricat per l'atac avançat i solidificant l'anell que envoltava les formacions enemigues deixades enrere, i després destruint-les gradualment en atacs concèntrics. Un dels problemes més significatius que afectaven les ofensives alemanyes i que inicialment alarmaven els comandants superiors va ser la bretxa creada entre les "formacions ràpides" i la infanteria següent, ja que la infanteria es considerava un requisit previ per protegir els flancs i la rereguarda de les "formacions ràpides" que permetien que hi arribessin columnes de subministrament que transportaven combustible, gasolina i munició.
En les operacions defensives, les formacions d'infanteria es van desplegar pel front per mantenir la línia de defensa principal i les formacions mòbils es van concentrar en un nombre reduït de llocs des d'on van llançar contraatacs centrats contra les forces enemigues que havien trencat el cinturó de defensa d'infanteria. A la tardor de 1942, a la El Alamein, la manca de combustible va obligar el mariscal Rommel a escampar les seves unitats blindades pel front en concentracions de la mida d'un batalló per reduir els viatges. -distàncies a cada sector en lloc de mantenir-los concentrats en un sol lloc. El 1944 Rommel va argumentar que davant l'aclaparador poder aeri angloamericà, la tàctica d'emprar les "formacions ràpides" concentrades ja no era possible perquè ja no podien moure's prou ràpidament per arribar als llocs amenaçats a causa de l'esperada interdicció de totes rutes dels caces-bombarders aliats. Per tant, va suggerir dispersar aquestes unitats pel front just darrere de la infanteria. Els seus comandants i companys, que tenien menys experiència en l'efecte del poder aeri aliat, no estaven d'acord amb vehemència amb el seu suggeriment, argumentant que això violaria el principi primordial de concentració de força.

### Us de fortificacions i defenses de camp
L'ús alemany de fortificacions incloïa la Línia Siegfried que estava destinada a la defensa de les fronteres occidentals, i el Mur de l'Atlàntic erigit sota el comandament del mariscal de camp Rommel s'estenia des de Dinamarca fins a la frontera de França amb Espanya. Els alemanys també van fer un gran ús de les ciutats fortificades (anomenades Festungen) com Metz, Varsòvia i Poznań durant la darrera part de la guerra.
En construir defenses de camp temporals, el Heer es van basar en les tàctiques defensives desenvolupades durant la Primera Guerra Mundial. La infanteria ocuparia fins a cinc línies de defensa i la primera només eren llocs d'avançament lleugerament ocupats. Més enrere estarien preubicades posicions antitanc i d'artilleria preferiblement no registrades pels focs de contrabateria d'artilleria de camp enemic. Les formacions blindades estarien darrere d'aquestes posicions preparades per contraatacar qualsevol avenç enemic. Les reserves blindades emprarien una sèrie de tàctiques contraofensives depenent de la mida de la bretxa i la força de l'enemic. La consideració més important per als defensors seria mantenir els flancs de qualsevol bretxa per molt ampla i després intentar tancar la bretxa.

## Rancs i responsabilitats
L'estructura de rancs del Heer emprava un sistema establert el 6 de desembre de 1920. Els oficials estaven dividits en 4 grups: Oficials generals (Generale ), Oficials de camp (Stabsoffiziere ), Capitans (Haupleute und Rittmeister ) i Subalterns (Leutnante ). Seguint la tradició, el rang de tinent general indicava la branca de servei original de l'oficial; però en el cas de les branques dels oficials de combat no hi havia diferenciació a les insígnies.
Els sotsoficials estaven dividits en 3 grups. Els Sotsoficials tècnics, creats el 23 de setembre de 1937, pels instructors superiors dels Enginyers i després del Cos de Veterinaris; els Sotsoficials superiors i els Sotsoficials inferiors. El rang de Stabsfeldwebel, creat el 14 de setembre de 1938 pels sotsoficials tornats a allistar després de 12 anys de servei, inicialment eren veterans de la I Guerra Mundial. Hauptfeldwebel no era en si un rang, sinó que era un nomenament introduït el 28 de setembre de 1938. Era el sotsoficial superior d'una companyia, destinat al quarter general de la companyia i anomenat "der Spieß" ("la llança"). Normalment era un Oberfeldwebel, superant en rang a un Stabsfeldwebel (el qual també podia ser promogut a aquest nomenament). Els altres sotsoficials que rebien aquest nomenament eren anomenats Hauptfeldwebeldiensttuer, tot i que no trigaven a ser promoguts a Oberfeldwebel.
La classe de tropa incloïa tots els soldats i caporals, els darrers, com a soldats experimentats, constituint una proporció major d'aquest rang que la que existia en altres exèrcits.
Molts rangs tenien títols de rang alternatius. Alguns, com al Cos Mèdic, diferenciaven els oficials especialistes sense poder de comandament de camp. D'altres, com Rittmeister o Oberjäger, preservaven els seus títols tradicionals.
Gairebé tots els oficials ocupaven rangs substantius, de manera que els oficials i sotsoficials alemanys ocupaven comandaments superiors als que els hauria correspost. Així, no era pas estrany que un Leutnant exercís de comandant de companyia. Mentre que la primera secció d'una companyia habitual de fusellers estava a les ordres d'un leutnant, la segona i la tercera eren comandades habitualment per un oberfeldwebel o un feldwebel. Les promocions als rangs de unteroffizier, feldwebel i oberfeldwebel depenien de la taula d'organització de la unitat, i era la progressió normal per a un sotsoficial capaç. La resta de sotsoficials i rangs inferiors eren recompensats en antiguitat. El rang de obersoldat era ocupat per un soldat que no tenia ni tan sols de les capacitats per ser promocionat a gefreiter.
|                                 | Generale (Oficials generals) | Generale (Oficials generals) | Generale (Oficials generals) | Generale (Oficials generals) | Generale (Oficials generals) | Stabsoffiziere (Oficials de camp) | Stabsoffiziere (Oficials de camp) | Stabsoffiziere (Oficials de camp) | Haupleute und Rittmeister (Capitans) | Leutnante (Oficials subalterns) | Leutnante (Oficials subalterns) |
| ------------------------------- | ---------------------------- | ---------------------------- | ---------------------------- | ---------------------------- | ---------------------------- | --------------------------------- | --------------------------------- | --------------------------------- | ------------------------------------ | ------------------------------- | ------------------------------- |
| Insígnia d'espatlla             |                              |                              |                              |                              |                              |                                   |                                   |                                   |                                      |                                 |                                 |
| Generalfeldmarschall            | Generaloberst                | General                      | Generalleutnant              | Generalmajor                 | Oberst                       | Oberstleutnant                    | Major                             | Hauptmann                         | Oberleutnant                         | Leutnant                        |                                 |
| Insígnia de màniga i camuflatge |                              |                              |                              |                              |                              |                                   |                                   |                                   |                                      |                                 |                                 |
| Generalfeldmarschall            | Generaloberst                | General                      | Generalleutnant              | Generalmajor                 | Oberst                       | Oberstleutnant                    | Major                             | Hauptmann                         | Oberleutnant                         | Leutnant                        |                                 |
| Insígnia de coll                |                              |                              |                              |                              |                              |                                   |                                   |                                   |                                      |                                 |                                 |
| Generalfeldmarschall            | Generaloberst                | Generaloberst                | Generaloberst                | Generaloberst                | Oberst                       | Oberstleutnant                    | Major                             | Hauptmann                         | Oberleutnant                         | Leutnant                        |                                 |
|                                 | Generalfeldmarschall         | Generaloberst                | General                      | Generalleutnant              | Generalmajor                 | Oberst                            | Oberstleutnant                    | Major                             | Hauptmann                            | Oberleutnant                    | Leutnant                        |

|                                 | Unteroffiziere mit Portepee (Sots-oficials superiors) | Unteroffiziere mit Portepee (Sots-oficials superiors) | Unteroffiziere mit Portepee (Sots-oficials superiors) | Unteroffiziere mit Portepee (Sots-oficials superiors) | Unteroffiziere ohne Porteppe (Sots-oficials inferiors) | Unteroffiziere ohne Porteppe (Sots-oficials inferiors) | Mannscharten (Tropa) | Mannscharten (Tropa) | Mannscharten (Tropa) | Mannscharten (Tropa) |
| ------------------------------- | ----------------------------------------------------- | ----------------------------------------------------- | ----------------------------------------------------- | ----------------------------------------------------- | ------------------------------------------------------ | ------------------------------------------------------ | -------------------- | -------------------- | -------------------- | -------------------- |
| Insígnia d'espatlla             |                                                       |                                                       |                                                       |                                                       |                                                        |                                                        |                      |                      |                      |                      |
|                                 | Stabsfeldwebel                                        | Oberfeldwebel                                         | Feldwebel                                             | Unterfeldwebel                                        | Unteroffizier                                          |                                                        |                      |                      |                      |                      |
| Insígnia de màniga i camuflatge |                                                       |                                                       |                                                       |                                                       |                                                        |                                                        |                      |                      |                      |                      |
|                                 | Hauptfeldwebel                                        | Oberfeldwebel                                         | Feldwebel                                             | Unterfeldwebel                                        | Unteroffizier                                          | Obergrefreiter                                         | Grefreiter           | Oberschutze          |                      |                      |
| Insígnia de coll                |                                                       |                                                       |                                                       |                                                       |                                                        |                                                        |                      |                      |                      |                      |
|                                 | Hauptfeldwebel                                        | Oberfeldwebel                                         | Feldwebel                                             | Unterfeldwebel                                        | Unteroffizier                                          | Obergrefreiter                                         | Grefreiter           | Oberschutze          | Schutze              |                      |
|                                 |                                                       | Stabsfeldwebel                                        | Oberfeldwebel                                         | Feldwebel                                             | Unterfeldwebel                                         | Unteroffizier                                          | Obergrefreiter       | Grefreiter           | Oberschutze          | Schutze              |

## Uniformes, insígnies i equipament personal

### Colors de servei (Waffenfarbe)

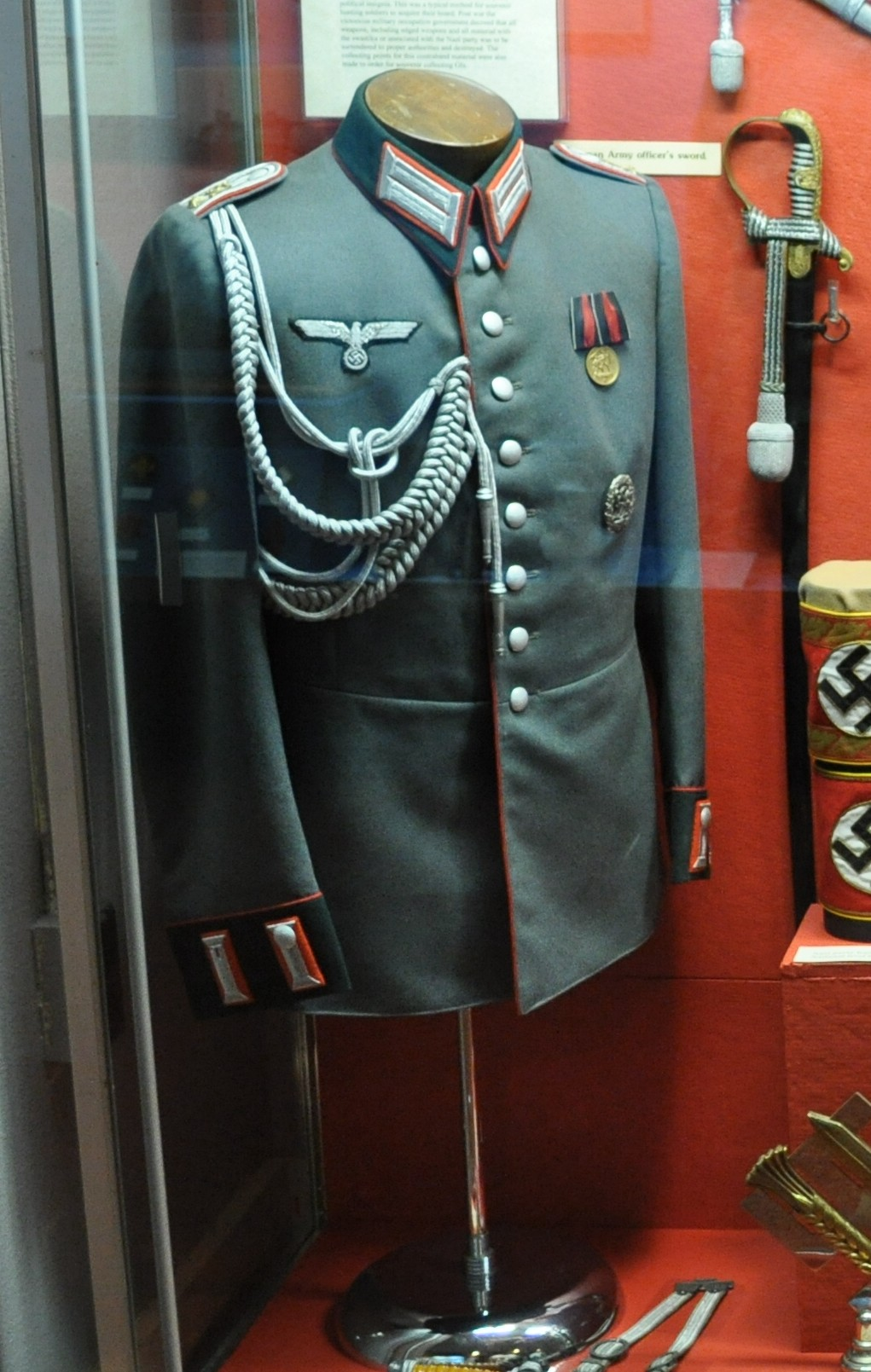
Guerrera de gala amb el waffenfarbe vermell

L'exèrcit alemany emprava un sistema de colors per a la distinció de les diferents armes i serveis dels seus membres. El color bàsic s'anomenava waffenfarbe i el secundari, nebefarbe, que indicava l'origen particular de la carrera professional del portador. Aquest color secundari es representava dins del waffenfarbe, a les espatlleres i als interiors del coll i màniga.
El sistema de colors apareixia a l'uniforme als següents llocs:
1. vius del dibuix cosit litzen de la insígnia de coll
2. fons de roba del coll i mànigues de les jaquetes
3. viu de la tapa esquerra de la jaqueta
4. fons de les espatlleres dels oficials
5. vius exteriors de les espatlleres de sotsoficials i tropa
6. nombres, lletres i emblemes de les espatlleres de sots-oficials i tropa
7. vius de les costures de la gorra de plat i visera dels oficials, sotsoficials i tropa, a excepció dels generals
8. viu de la costura en V als birrets
9. viu dels pantalons

| Color         | Branca |
| ------------- | --- |
| Vermell       | Generals Artilleria Oficials d'Ordenança Escola de Defensa Química de l'Exèrcit |
| Carmesí       | Ministeri de la Guerra Batalló del Quarter General Oficials de l'Estat Major General Oficials veterinaris |
| Blanc         | Quarter General de Grup d'Exèrcits Quarter General de Cos d'Exèrcits Quarter General de Divisions d'Infanteria Regiments d'Infanteria Batallons de Metralladores Escola d'Esports de l'Exèrcit Escola d'Oficials Escoles de Sots-oficials Batallons de ciclistes Infanteria Paracaigudista Quarter General de Tropes de Frontera Oficials de Reclutament de l'Exèrcit Escola de Música de l'Exèrcit |
| Rosa          | Unitats Panzer Batallons de reconeixement Unitats antitancs Regiments de fusellers motoritzats |
| Verd clar     | Batallons de fusellers Tropes de muntanya |
| Groc daurat   | Unitats de cavalleria |
| Negre         | Unitats d'enginyers |
| Blau clar     | Unitats de transport Escola d'Abastiment de l'Exèrcit Policia secreta de campanya Servei d'Oficials administratius |
| Blau          | Oficials mèdics |
| Taronja       | Cos d'Oficials Enginyers Policia Militar |
| Marró         | Batallons de ciclistes de reconeixement |
| Verd molsa    | Regiments de fusellers |
| Violat        | Clergues |
| Blanc i Negre | Enginyers cuirassats |
| Groc llimona  | Unitats de senyals Companyies de propaganda |
| Bordeus       | Batallons químics Batallons de coets |

A causa de les complexes característiques del sistema de colors d'unitats i serveis, els colors indicats van patir alguns canvis. Malgrat això, la relació pot considerar-se definitiva fins a 1945.

## Banderes i estendards
Les banderes portades pels batallons d'infanteria, enginyers i tropes de muntanya tenien el mateix disseny i mida, diferint només en el color que fons, que es corresponia al del color de servei (Waffenfarbe). Consistien en una peça quadrada de seda, de 125 cm de costat.
Al costat esquerre hi havia una creu de ferro de 122 cm. Els braços de la creu eren quatre panells de seda negra, les vores dels quals estaven decorats amb una vora d'alumini de 4,8 cm d'ample. Al centre havia un disc en seda blanca, brodat a mà, envoltat d'una garlanda de fulles de roure en plata, lligada a la part inferior per un llaç en or. Al centre, dins de la garlanda, hi havia l'àliga de les Forces Armades, mirant cap al pal, amb una esvàstica a les urpes, brodada en seda negra. L'àliga feia 43 cm d'alt, i l'amplada de les ales era de 31,8 cm.
A cadascuna de les cantonades havia una esvàstica, de 14,2 cm d'alt, brodades en seda negra.
El costat dret era igual que l'esquerra, però les imatges estaven invertides.

Bandera de guerra del Tercer Reich (1938-1945)
Comandant en Cap de la Wehrmacht
Estendard d'Infanteria
Estendard de les Tropes de Muntanya
Estendard de Cavalleria
Estendard de les Tropes Panzer
Estendard de les Tropes motoritzades
Estendard dels Enginyers
Estendard del Führerbegleitbataillon
Estendard del Cap de l'Alt Comandament de la Wehrmacht com mariscal de camp
Estendard del Cap de l'Estat Major General de l'Exèrcit
Estendard de l'OKH
Estendard de Mariscal de Camp
Estendard de Comandant de Grup d'Exèrcits
Estendard de Comandant d'Exèrcit
Estendard de Comandant d'Exèrcit Panzer
Estendard de Comandant de Cos d'Exèrcit
Estendard de Comandant de Divisió
Estendard de Batalló d'Artilleria
Estendard de Batalló Panzer
Estendard de Companyia de Policia Militar

## Insígnies de combat del Heer
|                                                             |                                                  |                                                         |                                               |                                           |                                                            | |                                                                |
| Insígnia de l'Assalt d'Infanteria Infanterie Sturmabzeichen | Insígnia de Combat de Tancs Panzerkampfabzeichen | Insígnia de l'Assalt General Allgemeines Sturmabzeichen | Insígnia dels Anti-Aeris Heeres-Flakabzeichen | Insígnia del Combat Tancat Nahkampfspange | Insígnia de la Lluita Anti-Partisana Banden-kampfabzeichen | Insígnia de Destrucció de Tancs Sonderabzeichen für das Niederkämpfen von Panzerkampfwagen durch Einzelkämpfer | Insígnia de la citació d'honor Ehrenblatt des Deutschen Heeres |

## Armament

### Armament d'infanteria
| - Llançaflames Flammenwerfer 35 - Fusell de forrellat Gewehr 98 - Fusell de forrellat Karabiner 98k - Fusell semiautomàtic Gewehr 41 - Fusell semiautomàtic Gewehr 43 - Fusell semiautomàtic Volkssturmgewehr 1-5 - Fusell d'assalt Sturmgewehr 44 - Fusell d'assalt Sturmgewehr 45 | - Metralladora MG34 - Metralladora MG42 - Metralladora MG81 - Subfusell MP 18 - Subfusell MP 40 - Subfusell MP 3008 - Arma antitancs Panzerfaust - Arma antitancs Panzerschreck | - Granada de mà Stielhandgranate - Pistola Luger P08 - Pistola Mauser HSc - Pistola Walther P38 - Pistola semiautomàtica Mauser C96 - Pistola semiautomàtica Sauer 38H |

### Armament d'artilleria
| - Canó antiaeri i antitancs de 88mm - Canó d'infanteria sIG 33 de 15 cm - Canó autopropulsat Sd.Kfz. 165 Hummel - Canó autopropulsat Wespe | - Canó ferroviari de 80cm - Canó ferroviari Krupp K5 - Morter de fum Nebelwerfer |

### Canons d'assalt
| - Sturmgeschütz III - Sturmgeschütz IV | - Sturmtiger - Brummbär |

### Canons antiaèris
| - Ostwind - Kugelblitz - Flakpanzer 38(t) | - Möbelwagen - Wirbelwind |

### Vehicles
| - Motocicleta i sidecar BMW R75 / Zündapp KS750 - Kübelwagen - Tractor d'artilleria d'eruga RSO - Semieruga Schwerer Wehrmachtschlepper - Motocicleta amb eruga SdKfz 2 Kettenkrad - Semieruga SdKfz 4 | - Semieruga Sd.Kfz. 7 - Semieruga Sd.Kfz. 10 - Transport blindat de personal semieruga Sd.Kfz. 250 - Transport blindat de personal semieruga SdKfz 251 - Cotxe blindat lleuger Leichter Panzerspähwagen - Cotxe blindat pesant Schwerer Panzerspähwagen |

### Tancs
| - Panzer I - Panzer II - Panzer III - Panzer IV - Panzer 35(t) - Panzer 38(t) - Panzer V Panther | - Panzer VI Tiger - Panzer VI-B Tiger II o Königstiger - Panzer VII Löwe (projecte cancel·lat) - Panzer VIII Maus ( projecte cancel·lat) - Panzer E-100 ( projecte cancel·lat) - Landkreuzer P. 1000 Ratte ( projecte cancel·lat) - Landkreuzer P. 1500 Monster ( projecte cancel·lat) |

### Destructors de tancs
| - Elefant - Hetzer - Jagdpanzer IV - Jagdpanther - Jagdtiger | - Marder I - Marder II - Marder III - Nashorn - Panzerjäger I |

## Documentació personal
- Identificació personal (Wehrpass)
- Llibreta de pagaments (Soldbuch)

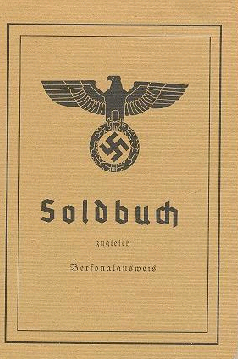
Una llibreta de pagaments

- Número de registre militar personal (Wehrnummer)
- Disc d'identificació personal (Brechriftung un Nummer der Erkennungsmarke)
- Targeta d'horaris de la unitat (Kriegsstammrrolenblatt)
- Documentació militar personal diversa

- Llibre del document personal (Wehstammbuch
- Llibreta sanitària (Gesunheitsbuch)
- Identificació de registre militar (Wehrstammkarte)
- Informe policial (Polizeibericht)
- Llibreta mèdica de l'oficial (Krankenoffizierepapiere)
- Llibreta de sancions (Auszug aus dem Strafbuch)